# 町田市
町田市（まちだし）は、東京都の多摩地域南部（南多摩地域）に位置する市。保健所政令市に指定されている。立川市や八王子市、武蔵野市とともに多摩地域における商業都市である。

## 概要
東京都島嶼部を除いた東京都の本州側では最南部に位置する。東京都南多摩地域5市のひとつであるが、多摩川に面する他の4市（八王子市・日野市・多摩市・稲城市）とは多摩丘陵で隔てられ、東京都内の自治体で唯一境川に面し、相模野台地に範囲が及んでいる。
当市域が神奈川県側に突き出ている都県境（1943年の東京都制施行以前は府県境）となったのは1893年の三多摩移管（神奈川県から東京府への北多摩郡・西多摩郡・南多摩郡の移管）以降である。南東へ流れる境川の対岸の高座郡（相模原市や大和市）と東隣の都筑郡（川崎市麻生区柿生・岡上地区や横浜市青葉区・緑区）はどちらも神奈川県に残留となり、南多摩郡の南部（当市）が神奈川県側に突き出ている府県境となった。日本の自治体で唯一政令指定都市3市に隣接しているが、北東は川崎市（麻生区）、南東は横浜市（青葉区・緑区・瀬谷区）、南西は相模原市（全ての区）と、3市とも神奈川県内の自治体となっている。
東京都区部（東京23区）を除いた東京都内の市では八王子市に次いで2番目に人口が多く、南多摩地域や神奈川県県央地域の中心都市であり、相模原市や八王子市とは生活圏・経済圏を共有しているほか、総務省の「多様な広域連携促進事業」にもこれら2市と連携した取り組みが採択されている。
小田急線とJR横浜線が交差する町田駅は多摩地域随一の利用者数を誇るターミナル駅であり、駅周辺は百貨店やファッションビルなどの大型商業施設や多数の飲食店などが集積する首都圏有数の繁華街・歓楽街として発展している。その賑わいと若者向け商業施設が集積することから、町田駅周辺は俗に「西の渋谷」と称されることもある。1960年代以降東京のベッドタウンとして発達したが、現在も市内各所で農業が行われている。バブル経済期以後には、東京都区部からの私立大学の転入が進み、市内には現在も私立大学や一貫校が点在するなど、「若者の街」の色も見られる。

### 地名の由来
「町田」という地名の由来は諸説あり定かではないが、以下のようなものがある。
- 「町」とは田の区画のことであり、区画した田地のことから。
- 昔は「マチ」と「イチ」は同じ意味で使われ、町田では市が盛んだったことから。
- 市に「市の神（いちのかみ）」を祀るための費用を工面するための田んぼ「祭り田（まつりだ）」のことから[4]。

## 地理

### 地形

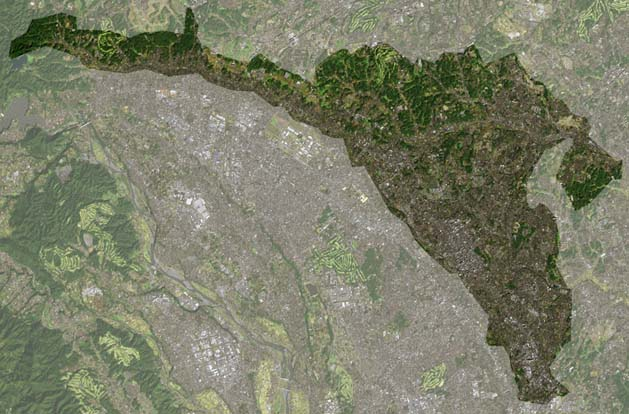
市域のランドサット衛星写真

境川左岸に位置する。上流側のごく一部が関東山地に含まれるが、大半を多摩丘陵が占め、下流側に相模野台地が広がる。最高地点は西端にある草戸山（標高364m）。低地は少なく、市域の南西端を流れる境川や、ほぼ中央を流れる鶴見川とその支流の恩田川沿いに限られる。
流域で分けると、鶴見川流域が50.4km2、境川流域が19.7 km2、多摩川流域が1.5 km2となり、市域の約七割を鶴見川流域が占める。北端のごく一部に点在する多摩川流域を除けば、ほぼ尾根緑道または町田街道を分水嶺に、北東側が鶴見川流域、南西側が境川流域となる。

#### 山地
- 関東山地

主な山
- 草戸山

#### 丘陵
- 多摩丘陵

主な山
- 七国山

#### 台地
- 相模野台地

#### 河川
一級河川
- 鶴見川
  - 真光寺川
  - 麻生川
  - 恩田川

二級河川
- 境川

### 住宅・道路開発

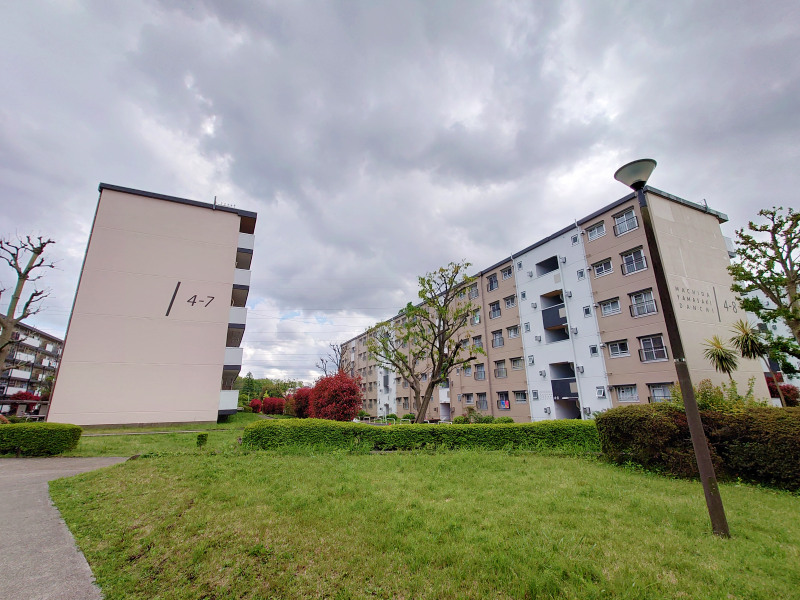
町田山崎団地

薬師台の街並み

旧鎌倉街道沿いの旧宿場町（本町田の宿・一色地区や小野路宿など）や近代以降の原町田近辺など一部地域を除き、未開発の土地が多く残されていた。1960年代の旧公団・公社等による団地開発以来を発端として、小田急線などによる都心他へのアクセスの良さも注目されてベッドタウンとして急速に開発が進み、現在でも丘陵や斜面を宅地造成した一戸立て住宅の建売（駅至近では中高層マンション）などによる開発が盛んである。しかし、無計画に宅地造成がされた地区も多く、そういった場所では旧来からの狭い道路や行き止まりなどがあり、自動車がこれを避けて鎌倉街道や町田街道等の幹線道路へ集中するが、拡幅工事が未完了で未拡幅区間がボトルネックとなり、幹線道路への流入車が毎日のように渋滞を引き起こす。特に都県境部分では整備が遅れているほか、山や丘の両面から開発された場所の道路未接続も多い。
市内には、UR都市再生機構（旧・日本住宅公団）や東京都住宅供給公社の大規模団地を初めとした、大小様々な団地や集合住宅が点在する。これら団地の住民数は、町田市の人口総数の1割以上を占める。現在では団地住民の定住化と共に少子高齢化が進み、それら団地を中心とした学区域の小学校では合併や廃校が行われると同時に、新興住宅地では新設も行われている。同時に、政策として「車椅子で歩ける街づくり」を進めるなど社会福祉が充実し、各地から視察団が訪れる。
1980年代からは、薬師台などに見られるように、土地区画整理事業により大手デベロッパーを中心とする景観を重視した計画的な宅地開発が行われ、21世紀に入り、景観法と町田市景観条例に基づき、市民、事業者、行政の協力による景観づくり が重視されてきた。

#### 主な大規模集合住宅
世帯数及び人口は2020年7月1日現在。なお、この他にURもみじ台団地や、都営金森住宅地区をはじめとした多数の都営住宅、民間のマンション群などの中・大規模集合住宅が市内各所に点在する。
なお、都市計画法における「一団地の住宅施設」上の名称は、町田木曽・藤の台・町田山崎を除いて団地名と同一であるほか、真光寺・鶴川は一団地の住宅施設ではなく都市計画に基づく団地である。
JKK：東京都住宅供給公社管理、UR：都市再生機構管理
| 団地名   | 団地名         | 所在地                 | 世帯数 | 人口総数 | 男     | 女     | 備考 |
| -------- | -------------- | ---------------------- | ------ | -------- | ------ | ------ | --- |
| JKK      | 木曽住宅       | 木曽東四丁目           | 869    | 1,204    | 591    | 613    | 1963年（昭和38年）〜1964年（昭和39年）入居開始。 賃貸（904戸）。数字のみの号棟及びロ号棟 |
| JKK      | 高ヶ坂住宅     | 高ヶ坂三丁目           | 766    | 1,089    | 568    | 521    | 1962年（昭和37年）入居開始。 賃貸（832戸） |
| JKK      | 境川住宅       | 木曽東二・三丁目       | 2,224  | 3,399    | 1,670  | 1,729  | 1968年（昭和43年）〜1969年（昭和44年）入居開始。 賃貸（2,238戸） |
| JKK      | 真光寺住宅     | 真光寺三丁目           | 140    | 237      | 109    | 128    | 1977年（昭和52年）入居開始。 賃貸（138戸） |
| JKK      | 本町田住宅     | 本町田、南大谷         | 871    | 1,296    | 655    | 641    | 1964年（昭和39年）〜1965年（昭和40年）入居開始。 賃貸（916戸） |
| JKK      | 町田木曽住宅   | 本町田、木曽東四丁目   | 4,442  | 7,054    | 3,475  | 3,579  | 1969年（昭和44年）〜1971年（昭和46年）入居開始。 イ・ハ・ニ・ホ号棟は賃貸（4,330戸）、ト号棟は分譲（406戸） (「一団地の住宅施設」上の名称は木曽山崎)                                                       |
| JKK      | 森野住宅       | 森野一丁目             | 415    | 661      | 296    | 365    | 1963年（昭和38年）入居開始。 賃貸（432戸） |
| UR       | 小山田桜台団地 | 小山田桜台             | 1,416  | 3,132    | 1,508  | 1,624  | 1983年（昭和58年）入居開始。 一部は賃貸（487戸）、その他は分譲（1,131戸） |
| UR       | 鶴川団地       | 鶴川二・三・五・六丁目 | 2,481  | 4,302    | 1,962  | 2,340  | 1967年（昭和42年）入居開始。 五丁目団地は賃貸（1,682戸）、 その他は一部を除き分譲（1,300戸） |
| UR       | 藤の台団地     | 藤の台                 | 2,837  | 4,815    | 2,315  | 2,500  | 1970年（昭和45年）入居開始。 1・3街区は賃貸（2,227戸）、2街区は分譲（1,199戸） (「一団地の住宅施設」上の名称は本町田第2)                                                                                   |
| UR       | 町田山崎団地   | 山崎町                 | 3,531  | 6,073    | 2,806  | 3,267  | 1〜7街区は1968年（昭和43年）、第二団地は1976年（昭和51年）入居開始。 分譲1街区（305戸）は建替により離脱、第二団地（8街区、260戸）は分譲、 その他は賃貸（3,920戸） (「一団地の住宅施設」上の名称は木曽山崎) |
| 団地合計 | 団地合計       | 団地合計               | 19,992 | 33,262   | 15,955 | 17,307 | |

### 田園都市的側面
市域の大部分が多摩丘陵上に位置することもあり、町田駅から1 - 2kmほどの地区でも所々に自然が見られる。北西部から西部にかけての小山田・小野路地区、相原・大戸地区などは、田畑が随所に広がり、一部では畜産業も営まれる農業地域となる。また、市域中部の七国山、北西端の草戸山など、後述の北部丘陵など里山や山林も多く点在し、近隣の都市と比べで土地の自然利用率が高い。タヌキやアライグマなどの野生動物のほか、周辺の地域で数を減らし続けているムササビ、ニホンリス、カヤネズミなどの希少動物も見られる。また、相原地区にはイノシシが生息しており、近年は相原駅周辺や市街地などにも出没するようになったことから、2015年度より市が町田猟友会に委託し、罠による捕獲を進めている。
一方で、町田の東京都区部へのアクセスが注目されて以来、現在まで不動産・住宅開発の進出も激しい。都市計画がない状態で進められた、旧来の地形を省みない開発や建設がかえって町並みの調和を破壊している地域も存在する。1990年代以降では、水害時に備えるための私有の洪水調整池を無理に埋め立てる手法や、谷戸上部の山地を切り開く手法で大規模マンション開発が行われた箇所が存在し、災害対策や日照権問題などそれ以前からの地元住民とトラブルが発生した事例も存在する。
近年では、市の大部分にあたる多摩丘陵のうち、市域北部の上小山田町から小野路町・野津田町までの地域（概ね芝溝街道と尾根幹線道路に挟まれた地域）を北部丘陵とし、自然保護と農業活性化を目的とした取り組みや休耕田の整備のほか、宅地開発の抑制などが行われている。

### 治安

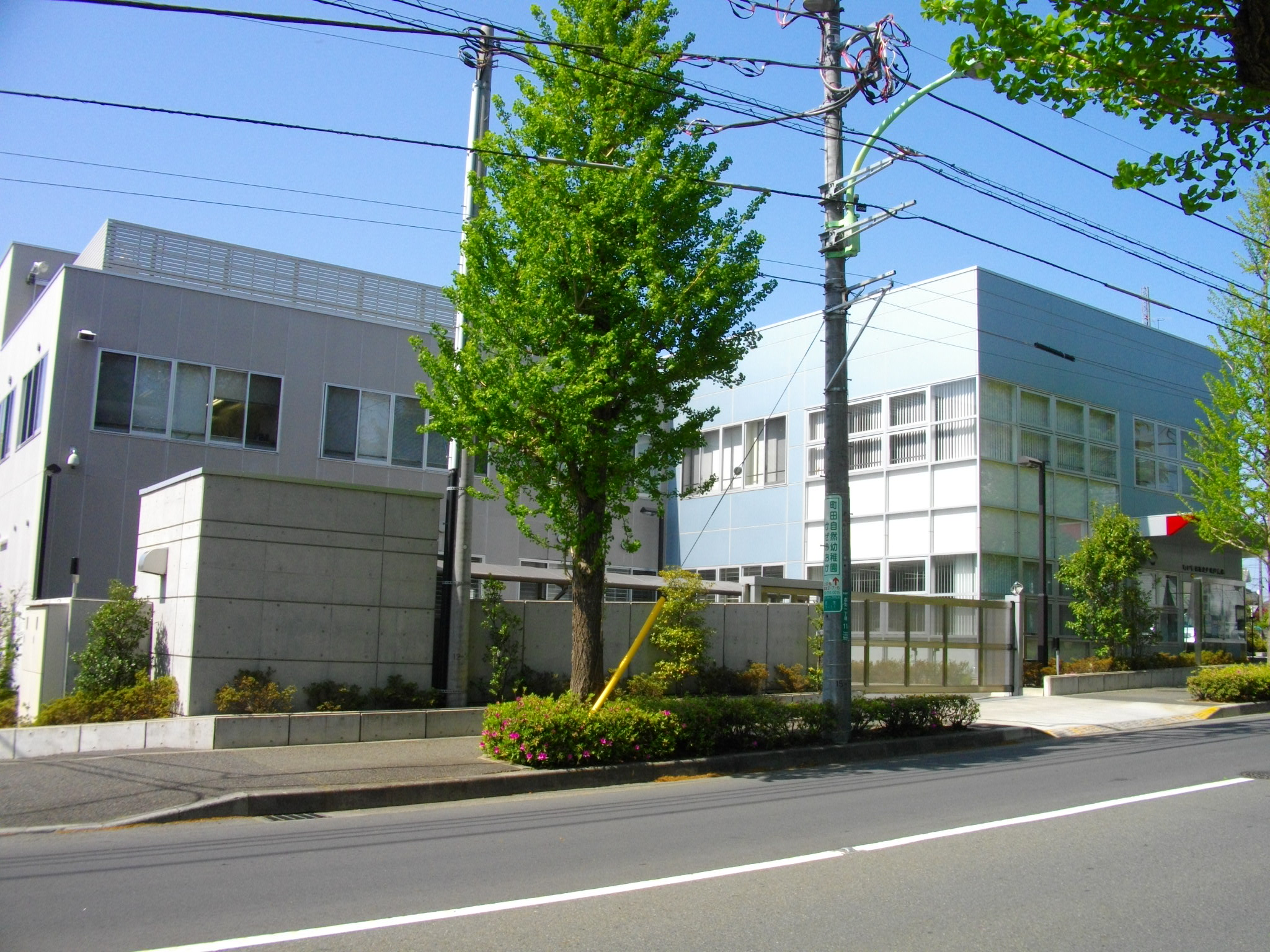
2007年に新設された忠生地区交番

2000年頃から、新宿地区付近の「歌舞伎町浄化作戦」などの風俗営業規制強化により、新宿地区で営業していた風俗店が町田駅周辺の繁華街へ移転する動きがあり、2000年の犯罪発生件数（刑法犯認知件数）が9879件まで増加し（2018年現在2915 件に減少）、一部のマスコミからは「西の歌舞伎町」などと呼ばれるようになった。これは周辺に風俗街のある繁華街が少なく、新宿から小田急線で30 - 40分程度という好立地による。しかし繁華街では風俗店と一般店舗が混在しており、客引きなどの迷惑行為が社会問題化した。
これに対し、市条例による客引き行為の部分規制や、後述する警察活動拠点の拡充、また地域住民による自主的な防犯活動として、住民パトロールや市民交番「セーフティボックス・サルビア」の設置 などが行われた。その結果治安は改善の兆しを見せ、2018年の犯罪発生件数は2915件と、2000年当時の1/3以下にまで減少した。
町田市の急速な人口増加や繁華街の賑わいにもかかわらず、町田警察署の他に警察署の増設は行われず、警察官1人当たりの市民数は都内平均の2倍であった。その後、町田駅前繁華街などの発展に伴い犯罪率も上昇し、警察官不足は深刻となった。
そのため町田警察署管内では、市北西部の忠生地域の警察活動拠点として、日本最大級の交番である忠生地区交番を忠生一丁目に設置した。また市北西部（堺地域）の相原町、小山町、小山ヶ丘の管轄を、新設の南大沢警察署（八王子市南大沢）に移管し、町田警察署の負担軽減を図ることとなった。

### 地域
町田市では、一部の区域で住居表示に関する法律に基づく住居表示が実施されている。また、土地区画整理事業が完了した区域等で町名地番整理が実施されている。

#### 町田地域
| 町名           | 設置年月日    | 住居表示実施年月日                 | 住居表示実施直前の町名                     | 備考                     |
| -------------- | ------------- | ---------------------------------- | ------------------------------------------ | ------------------------ |
| 原町田一丁目   | 1964年6月1日  | 1964年6月1日                       | 原町田、森野、南大谷、金森、高ヶ坂の各一部 |                          |
| 原町田二丁目   | 1964年6月1日  | 1964年6月1日                       | 原町田、森野、南大谷、金森、高ヶ坂の各一部 |                          |
| 原町田三丁目   | 1964年6月1日  | 1964年6月1日                       | 原町田、森野、南大谷、金森、高ヶ坂の各一部 |                          |
| 原町田四丁目   | 1964年6月1日  | 1964年6月1日                       | 原町田、森野、南大谷、金森、高ヶ坂の各一部 |                          |
| 原町田五丁目   | 1964年6月1日  | 1964年6月1日                       | 原町田、森野、南大谷、金森、高ヶ坂の各一部 |                          |
| 原町田六丁目   | 1964年6月1日  | 1964年6月1日                       | 原町田、森野、南大谷、金森、高ヶ坂の各一部 |                          |
| 中町一丁目     | 1965年7月1日  | 1965年7月1日                       | 原町田、本町田、南大谷の各一部             |                          |
| 中町二丁目     | 1965年7月1日  | 1965年7月1日                       | 原町田、本町田、南大谷の各一部             |                          |
| 中町三丁目     | 1965年7月1日  | 1965年7月1日                       | 原町田、本町田、南大谷の各一部             |                          |
| 中町四丁目     | 1965年7月1日  | 1965年7月1日                       | 原町田、本町田、南大谷の各一部             |                          |
| 森野一丁目     | 1965年7月1日  | 1965年7月1日                       | 森野の一部                                 |                          |
| 森野二丁目     | 1965年7月1日  | 1965年7月1日                       | 森野の一部                                 |                          |
| 森野三丁目     | 1966年7月1日  | 1966年7月1日                       | 森野の一部                                 |                          |
| 森野四丁目     | 1966年7月1日  | 1966年7月1日 2007年12月1日（編入） | 森野、木曽町の一部                         |                          |
| 森野五丁目     | 1966年7月1日  | 1966年7月1日                       | 森野の一部                                 |                          |
| 森野六丁目     | 1966年7月1日  | 未実施                             |                                            |                          |
| 旭町一丁目     | 1966年7月1日  | 1966年7月1日                       | 原町田、本町田、木曽町の各一部             |                          |
| 旭町二丁目     | 1966年7月1日  | 1966年7月1日                       | 原町田、本町田、木曽町の各一部             |                          |
| 旭町三丁目     | 1966年7月1日  | 1966年7月1日                       | 原町田、本町田、木曽町の各一部             |                          |
| 藤の台一丁目   | 2020年7月25日 | 2020年7月25日                      | 本町田、金井町の各一部                     | 三丁目は鶴川地域に属する |
| 藤の台二丁目   | 2020年7月25日 | 2020年7月25日                      | 本町田、金井町の各一部                     | 三丁目は鶴川地域に属する |
| 本町田         | 1958年2月1日  | 未実施                             |                                            |                          |
| 南大谷         | 1958年2月1日  | 未実施                             |                                            |                          |
| 南大谷一丁目   | 2024年7月15日 | 2024年7月15日                      | 南大谷の一部                               |                          |
| 南大谷二丁目   | 2024年7月15日 | 2024年7月15日                      | 南大谷の一部                               |                          |
| 南大谷三丁目   | 2024年7月15日 | 2024年7月15日                      | 南大谷の一部                               |                          |
| 南大谷四丁目   | 2024年7月15日 | 2024年7月15日                      | 南大谷、本町田の各一部                     |                          |
| 南大谷五丁目   | 2024年7月15日 | 2024年7月15日                      | 南大谷、玉川学園、東玉川学園の各一部       |                          |
| 南大谷六丁目   | 2024年7月15日 | 2024年7月15日                      | 南大谷の一部                               |                          |
| 南大谷七丁目   | 2024年7月15日 | 2024年7月15日                      | 南大谷の一部                               |                          |
| 玉川学園一丁目 | 1967年7月1日  | 1967年7月1日                       |                                            |                          |
| 玉川学園二丁目 | 1967年7月1日  | 1967年7月1日                       |                                            |                          |
| 玉川学園三丁目 | 1967年7月1日  | 1967年7月1日                       |                                            |                          |
| 玉川学園四丁目 | 1967年7月1日  | 1967年7月1日                       |                                            |                          |
| 玉川学園五丁目 | 1967年7月1日  | 1967年7月1日                       |                                            |                          |
| 玉川学園六丁目 | 1967年7月1日  | 1967年7月1日                       |                                            |                          |
| 玉川学園七丁目 | 1967年7月1日  | 1967年7月1日                       |                                            |                          |
| 玉川学園八丁目 | 1967年7月1日  | 1967年7月1日                       |                                            |                          |

#### 南地域
| 町名             | 設置年月日     | 住居表示実施年月日 | 住居表示実施直前の町名                | 備考                               |
| ---------------- | -------------- | ------------------ | ------------------------------------- | ---------------------------------- |
| 東玉川学園一丁目 | 1981年9月6日   | 1981年9月6日       | 成瀬の一部                            |                                    |
| 東玉川学園二丁目 | 1981年9月6日   | 1981年9月6日       | 成瀬の一部                            |                                    |
| 東玉川学園三丁目 | 1981年9月6日   | 2024年7月15日      | 成瀬の一部                            |                                    |
| 東玉川学園四丁目 | 1981年9月6日   | 2024年7月15日      | 成瀬の一部                            |                                    |
| 金森一丁目       | 1964年6月1日   | 1964年6月1日       | 金森の一部                            |                                    |
| 金森二丁目       | 2012年10月8日  | 2012年10月8日      | 金森、鶴間、小川の各一部              |                                    |
| 金森三丁目       | 2012年10月8日  | 2012年10月8日      | 金森、鶴間、小川の各一部              |                                    |
| 金森四丁目       | 2012年10月8日  | 2012年10月8日      | 金森、鶴間、小川の各一部              |                                    |
| 金森五丁目       | 2012年10月8日  | 2012年10月8日      | 金森、鶴間、小川の各一部              |                                    |
| 金森六丁目       | 2012年10月8日  | 2012年10月8日      | 金森、鶴間、小川の各一部              |                                    |
| 金森七丁目       | 2012年10月8日  | 2012年10月8日      | 金森、鶴間、小川の各一部              |                                    |
| 金森東一丁目     | 2012年10月8日  | 2012年10月8日      | 金森、高ヶ坂、原町田2の各一部         |                                    |
| 金森東二丁目     | 2012年10月8日  | 2012年10月8日      | 金森、高ヶ坂、原町田2の各一部         |                                    |
| 金森東三丁目     | 2012年10月8日  | 2012年10月8日      | 金森、高ヶ坂、原町田2の各一部         |                                    |
| 金森東四丁目     | 2012年10月8日  | 2012年10月8日      | 金森、高ヶ坂、原町田2の各一部         |                                    |
| 南町田一丁目     | 2016年7月18日  | 2016年7月18日      | 鶴間、小川の各一部                    |                                    |
| 南町田二丁目     | 2016年7月18日  | 2016年7月18日      | 鶴間、小川の各一部                    |                                    |
| 南町田三丁目     | 2016年7月18日  | 2016年7月18日      | 鶴間、小川の各一部                    |                                    |
| 南町田四丁目     | 2016年7月18日  | 2016年7月18日      | 鶴間、小川の各一部                    |                                    |
| 南町田五丁目     | 2016年7月18日  | 2016年7月18日      | 鶴間、小川の各一部                    |                                    |
| 鶴間一丁目       | 1975年4月10日  | 未実施             |                                       | 町名地番整理実施区域               |
| 鶴間二丁目       | 1975年4月10日  | 未実施             |                                       | 町名地番整理実施区域               |
| 鶴間三丁目       | 1975年4月10日  | 未実施             |                                       | 町名地番整理実施区域               |
| 鶴間四丁目       | 2016年7月18日  | 2016年7月18日      | 鶴間の一部                            |                                    |
| 鶴間五丁目       | 2016年7月18日  | 2016年7月18日      | 鶴間の一部                            |                                    |
| 鶴間六丁目       | 2016年7月18日  | 2016年7月18日      | 鶴間の一部                            |                                    |
| 鶴間七丁目       | 2016年7月18日  | 2016年7月18日      | 鶴間の一部                            |                                    |
| 鶴間八丁目       | 2016年7月18日  | 2016年7月18日      | 鶴間の一部                            |                                    |
| 小川一丁目       | 1972年10月25日 | 未実施             |                                       | 町名地番整理実施区域（一部を除く） |
| 小川二丁目       | 1972年10月25日 | 未実施             |                                       | 町名地番整理実施区域（一部を除く） |
| 小川三丁目       | 1974年3月20日  | 未実施             |                                       | 町名地番整理実施区域（一部を除く） |
| 小川四丁目       | 1974年3月20日  | 未実施             |                                       | 町名地番整理実施区域（一部を除く） |
| 小川五丁目       | 2016年7月18日  | 2016年7月18日      | 鶴間、小川の各一部                    |                                    |
| 小川六丁目       | 2016年7月18日  | 2016年7月18日      | 鶴間、小川の各一部                    |                                    |
| 小川七丁目       | 2016年7月18日  | 2016年7月18日      | 鶴間、小川の各一部                    |                                    |
| つくし野一丁目   | 1968年10月16日 | 未実施             |                                       | 町名地番整理実施区域               |
| つくし野二丁目   | 1968年10月16日 | 未実施             |                                       | 町名地番整理実施区域               |
| つくし野三丁目   | 1968年10月16日 | 未実施             |                                       | 町名地番整理実施区域               |
| つくし野四丁目   | 1968年10月16日 | 未実施             |                                       | 町名地番整理実施区域               |
| 南つくし野一丁目 | 1971年11月2日  | 未実施             |                                       | 町名地番整理実施区域               |
| 南つくし野二丁目 | 1971年11月2日  | 未実施             |                                       | 町名地番整理実施区域               |
| 南つくし野三丁目 | 1971年11月2日  | 未実施             |                                       | 町名地番整理実施区域               |
| 南つくし野四丁目 | 1971年11月2日  | 未実施             |                                       | 町名地番整理実施区域               |
| 成瀬一丁目       | 1979年3月4日   | 未実施             |                                       | 町名地番整理実施区域               |
| 成瀬二丁目       | 1979年3月4日   | 未実施             |                                       | 町名地番整理実施区域               |
| 成瀬三丁目       | 1996年9月6日   | 未実施             |                                       | 町名地番整理実施区域               |
| 成瀬四丁目       | 2014年7月21日  | 2014年7月21日      |                                       |                                    |
| 成瀬五丁目       | 2014年7月21日  | 2014年7月21日      |                                       |                                    |
| 成瀬六丁目       | 2014年7月21日  | 2014年7月21日      |                                       |                                    |
| 成瀬七丁目       | 2014年7月21日  | 2014年7月21日      |                                       |                                    |
| 成瀬八丁目       | 2014年7月21日  | 2014年7月21日      |                                       |                                    |
| 西成瀬一丁目     | 2014年7月21日  | 2014年7月21日      | 成瀬、高ヶ坂の各一部                  |                                    |
| 西成瀬二丁目     | 2014年7月21日  | 2014年7月21日      | 成瀬、高ヶ坂の各一部                  |                                    |
| 西成瀬三丁目     | 2014年7月21日  | 2014年7月21日      | 成瀬、高ヶ坂の各一部                  |                                    |
| 成瀬台一丁目     | 1975年10月21日 | 未実施             |                                       | 町名地番整理実施区域（一部を除く） |
| 成瀬台二丁目     | 1975年10月21日 | 未実施             |                                       | 町名地番整理実施区域（一部を除く） |
| 成瀬台三丁目     | 1975年10月21日 | 未実施             |                                       | 町名地番整理実施区域（一部を除く） |
| 成瀬台四丁目     | 1975年10月21日 | 未実施             |                                       | 町名地番整理実施区域（一部を除く） |
| 南成瀬一丁目     | 1975年10月21日 | 未実施             |                                       | 町名地番整理実施区域               |
| 南成瀬二丁目     | 1975年10月21日 | 未実施             |                                       | 町名地番整理実施区域               |
| 南成瀬三丁目     | 1975年10月21日 | 未実施             |                                       | 町名地番整理実施区域               |
| 南成瀬四丁目     | 1975年10月21日 | 未実施             |                                       | 町名地番整理実施区域               |
| 南成瀬五丁目     | 1975年10月21日 | 未実施             |                                       | 町名地番整理実施区域               |
| 南成瀬六丁目     | 1975年10月21日 | 未実施             |                                       | 町名地番整理実施区域               |
| 南成瀬七丁目     | 1975年10月21日 | 未実施             |                                       | 町名地番整理実施区域               |
| 南成瀬八丁目     | 1992年7月13日  | 未実施             |                                       | 町名地番整理実施区域               |
| 成瀬が丘一丁目   | 1986年11月16日 | 未実施             |                                       | 町名地番整理実施区域（一部を除く） |
| 成瀬が丘二丁目   | 1986年11月16日 | 未実施             |                                       | 町名地番整理実施区域（一部を除く） |
| 成瀬が丘三丁目   | 1986年11月16日 | 未実施             |                                       | 町名地番整理実施区域（一部を除く） |
| 高ヶ坂一丁目     | 2014年7月21日  | 2014年7月21日      | 高ヶ坂、成瀬、南大谷、原町田2の各一部 |                                    |
| 高ヶ坂二丁目     | 2014年7月21日  | 2014年7月21日      | 高ヶ坂、成瀬、南大谷、原町田2の各一部 |                                    |
| 高ヶ坂三丁目     | 2014年7月21日  | 2014年7月21日      | 高ヶ坂、成瀬、南大谷、原町田2の各一部 |                                    |
| 高ヶ坂四丁目     | 2014年7月21日  | 2014年7月21日      | 高ヶ坂、成瀬、南大谷、原町田2の各一部 |                                    |
| 高ヶ坂五丁目     | 2014年7月21日  | 2014年7月21日      | 高ヶ坂、成瀬、南大谷、原町田2の各一部 |                                    |
| 高ヶ坂六丁目     | 2014年7月21日  | 2014年7月21日      | 高ヶ坂、成瀬、南大谷、原町田2の各一部 |                                    |
| 高ヶ坂七丁目     | 2014年7月21日  | 2014年7月21日      | 高ヶ坂、成瀬、南大谷、原町田2の各一部 |                                    |

#### 鶴川地域
| 町名           | 設置年月日     | 住居表示実施年月日 | 住居表示実施直前の町名                  | 備考                               |
| -------------- | -------------- | ------------------ | --------------------------------------- | ---------------------------------- |
| 小野路町       | 1958年2月1日   | 未実施             |                                         |                                    |
| 野津田町       | 1958年2月1日   | 未実施             |                                         |                                    |
| 金井一丁目     | 1990年7月16日  | 1990年7月16日      |                                         |                                    |
| 金井二丁目     | 1991年10月12日 | 未実施             |                                         | 町名地番整理実施区域               |
| 金井三丁目     | 1994年1月15日  | 未実施             |                                         | 町名地番整理実施区域               |
| 金井四丁目     | 1994年7月18日  | 1994年7月18日      |                                         |                                    |
| 金井五丁目     | 1994年7月18日  | 1994年7月18日      |                                         |                                    |
| 金井六丁目     | 1994年7月18日  | 1994年7月18日      |                                         |                                    |
| 金井七丁目     | 1994年7月18日  | 1994年7月18日      |                                         |                                    |
| 金井八丁目     | 1994年7月18日  | 1994年7月18日      |                                         |                                    |
| 金井ヶ丘一丁目 | 2020年7月25日  | 2020年7月25日      | 金井町、大蔵町、玉川学園の各一部        |                                    |
| 金井ヶ丘二丁目 | 2020年7月25日  | 2020年7月25日      | 金井町、大蔵町、玉川学園の各一部        |                                    |
| 金井ヶ丘三丁目 | 2020年7月25日  | 2020年7月25日      | 金井町、大蔵町、玉川学園の各一部        |                                    |
| 金井ヶ丘四丁目 | 2020年7月25日  | 2020年7月25日      | 金井町、大蔵町、玉川学園の各一部        |                                    |
| 金井ヶ丘五丁目 | 2020年7月25日  | 2020年7月25日      | 金井町、大蔵町、玉川学園の各一部        |                                    |
| 金井町         | 1958年2月1日   | 未実施             |                                         |                                    |
| 藤の台三丁目   | 2020年7月25日  | 2020年7月25日      | 金井町の一部                            | 一丁目・二丁目は町田地域に属する   |
| 薬師台一丁目   | 1986年3月1日   | 未実施             |                                         | 町名地番整理実施区域               |
| 薬師台二丁目   | 1986年3月1日   | 未実施             |                                         | 町名地番整理実施区域               |
| 薬師台三丁目   | 1986年3月1日   | 未実施             |                                         | 町名地番整理実施区域               |
| 大蔵町         | 1958年2月1日   | 未実施             |                                         |                                    |
| 真光寺一丁目   | 2003年5月31日  | 未実施             |                                         | 町名地番整理実施区域               |
| 真光寺二丁目   | 2003年5月31日  | 未実施             |                                         | 町名地番整理実施区域               |
| 真光寺三丁目   | 1999年2月27日  | 未実施             |                                         | 町名地番整理実施区域               |
| 真光寺町       | 1958年2月1日   | 未実施             |                                         |                                    |
| 広袴一丁目     | 1999年2月27日  | 未実施             |                                         | 町名地番整理実施区域               |
| 広袴二丁目     | 1999年2月27日  | 未実施             |                                         | 町名地番整理実施区域               |
| 広袴三丁目     | 1999年2月27日  | 未実施             |                                         | 町名地番整理実施区域               |
| 広袴四丁目     | 2003年5月31日  | 未実施             |                                         | 町名地番整理実施区域               |
| 広袴町         | 1958年2月1日   | 未実施             |                                         |                                    |
| 能ヶ谷一丁目   | 2010年7月19日  | 2010年7月19日      | 能ヶ谷町の全部及び大蔵町、鶴川1の各一部 |                                    |
| 能ヶ谷二丁目   | 2010年7月19日  | 2010年7月19日      | 能ヶ谷町の全部及び大蔵町、鶴川1の各一部 |                                    |
| 能ヶ谷三丁目   | 2010年7月19日  | 2010年7月19日      | 能ヶ谷町の全部及び大蔵町、鶴川1の各一部 |                                    |
| 能ヶ谷四丁目   | 2010年7月19日  | 2010年7月19日      | 能ヶ谷町の全部及び大蔵町、鶴川1の各一部 |                                    |
| 能ヶ谷五丁目   | 2010年7月19日  | 2010年7月19日      | 能ヶ谷町の全部及び大蔵町、鶴川1の各一部 |                                    |
| 能ヶ谷六丁目   | 2010年7月19日  | 2010年7月19日      | 能ヶ谷町の全部及び大蔵町、鶴川1の各一部 |                                    |
| 能ヶ谷七丁目   | 2010年7月19日  | 2010年7月19日      | 能ヶ谷町の全部及び大蔵町、鶴川1の各一部 |                                    |
| 三輪町         | 1958年2月1日   | 未実施             |                                         |                                    |
| 三輪緑山一丁目 | 1988年11月27日 | 未実施             |                                         | 町名地番整理実施区域（一部を除く） |
| 三輪緑山二丁目 | 1988年11月27日 | 未実施             |                                         | 町名地番整理実施区域（一部を除く） |
| 三輪緑山三丁目 | 1988年11月27日 | 未実施             |                                         | 町名地番整理実施区域（一部を除く） |
| 三輪緑山四丁目 | 1997年11月1日  | 未実施             |                                         | 町名地番整理実施区域（一部を除く） |
| 鶴川一丁目     | 1968年8月1日   | 未実施             |                                         | 町名地番整理実施区域               |
| 鶴川二丁目     | 1968年8月1日   | 未実施             |                                         | 町名地番整理実施区域               |
| 鶴川三丁目     | 1968年8月1日   | 未実施             |                                         | 町名地番整理実施区域               |
| 鶴川四丁目     | 1968年8月1日   | 未実施             |                                         | 町名地番整理実施区域               |
| 鶴川五丁目     | 1968年8月1日   | 未実施             |                                         | 町名地番整理実施区域               |
| 鶴川六丁目     | 1968年8月1日   | 未実施             |                                         | 町名地番整理実施区域               |

#### 忠生地域
| 町名             | 設置年月日    | 住居表示実施年月日 | 住居表示実施直前の町名         | 備考                               |
| ---------------- | ------------- | ------------------ | ------------------------------ | ---------------------------------- |
| 山崎町           | 1958年2月1日  | 未実施             |                                |                                    |
| 山崎一丁目       | 2009年7月1日  | 2009年7月1日       | 山崎町、木曽町、本町田の各一部 |                                    |
| 木曽町           | 1958年2月1日  | 未実施             |                                |                                    |
| 木曽西一丁目     | 2007年12月1日 | 2007年12月1日      |                                |                                    |
| 木曽西二丁目     | 2012年2月18日 | 未実施             |                                | 町名地番整理実施区域               |
| 木曽西三丁目     | 2012年2月18日 | 未実施             |                                | 町名地番整理実施区域               |
| 木曽西四丁目     | 2007年12月1日 | 2007年12月1日      |                                |                                    |
| 木曽西五丁目     | 2007年12月1日 | 2007年12月1日      |                                |                                    |
| 木曽東一丁目     | 2007年12月1日 | 2007年12月1日      |                                |                                    |
| 木曽東二丁目     | 2007年12月1日 | 2007年12月1日      |                                |                                    |
| 木曽東三丁目     | 2007年12月1日 | 2007年12月1日      |                                |                                    |
| 木曽東四丁目     | 2007年12月1日 | 2007年12月1日      |                                |                                    |
| 図師町           | 1958年2月1日  | 未実施             |                                |                                    |
| 根岸一丁目       | 2012年2月18日 | 未実施             |                                | 町名地番整理実施区域               |
| 根岸二丁目       | 2012年2月18日 | 未実施             |                                | 町名地番整理実施区域               |
| 根岸町           | 1958年2月1日  | 未実施             |                                | 町名地番整理実施区域（一部を除く） |
| 矢部町           | 1958年2月1日  | 未実施             |                                | 町名地番整理実施区域（一部を除く） |
| 常盤町           | 1958年2月1日  | 未実施             |                                |                                    |
| 忠生一丁目       | 1978年6月9日  | 未実施             |                                | 町名地番整理実施区域               |
| 忠生二丁目       | 1978年6月9日  | 未実施             |                                | 町名地番整理実施区域               |
| 忠生三丁目       | 1978年6月9日  | 未実施             |                                | 町名地番整理実施区域               |
| 忠生四丁目       | 1978年6月9日  | 未実施             |                                | 町名地番整理実施区域               |
| 上小山田町       | 1958年2月1日  | 未実施             |                                |                                    |
| 下小山田町       | 1958年2月1日  | 未実施             |                                |                                    |
| 小山田桜台一丁目 | 1984年2月1日  | 未実施             |                                | 町名地番整理実施区域               |
| 小山田桜台二丁目 | 1984年2月1日  | 未実施             |                                | 町名地番整理実施区域               |

#### 堺地域
| 町名           | 設置年月日   | 住居表示実施年月日 | 住居表示実施直前の町名 | 備考                 |
| -------------- | ------------ | ------------------ | ---------------------- | -------------------- |
| 小山町         | 1958年2月1日 | 未実施             |                        |                      |
| 小山ヶ丘一丁目 | 2004年4月1日 | 未実施             |                        | 町名地番整理実施区域 |
| 小山ヶ丘二丁目 | 2004年4月1日 | 未実施             |                        | 町名地番整理実施区域 |
| 小山ヶ丘三丁目 | 2004年4月1日 | 未実施             |                        | 町名地番整理実施区域 |
| 小山ヶ丘四丁目 | 2004年4月1日 | 未実施             |                        | 町名地番整理実施区域 |
| 小山ヶ丘五丁目 | 2004年4月1日 | 未実施             |                        | 町名地番整理実施区域 |
| 小山ヶ丘六丁目 | 2004年4月1日 | 未実施             |                        | 町名地番整理実施区域 |
| 相原町         | 1958年2月1日 | 未実施             |                        |                      |

### 人口
| |                                        |  |
| 町田市と全国の年齢別人口分布（2005年） | 町田市の年齢・男女別人口分布（2005年） |  |
| ■紫色 ― 町田市 ■緑色 ― 日本全国 | ■青色 ― 男性 ■赤色 ― 女性              |  |
| 町田市（に相当する地域）の人口の推移 \| 1970年（昭和45年） \| 202,499人 \| \| \| 1975年（昭和50年） \| 255,305人 \| \| \| 1980年（昭和55年） \| 295,405人 \| \| \| 1985年（昭和60年） \| 321,188人 \| \| \| 1990年（平成2年） \| 349,050人 \| \| \| 1995年（平成7年） \| 360,525人 \| \| \| 2000年（平成12年） \| 377,494人 \| \| \| 2005年（平成17年） \| 405,534人 \| \| \| 2010年（平成22年） \| 426,987人 \| \| \| 2015年（平成27年） \| 432,348人 \| \| \| 2020年（令和2年） \| 431,079人 \| \| |                                        |  |
| 総務省統計局 国勢調査より |                                        |  |
| 1970年（昭和45年） | 202,499人                              |  |
| 1975年（昭和50年） | 255,305人                              |  |
| 1980年（昭和55年） | 295,405人                              |  |
| 1985年（昭和60年） | 321,188人                              |  |
| 1990年（平成2年） | 349,050人                              |  |
| 1995年（平成7年） | 360,525人                              |  |
| 2000年（平成12年） | 377,494人                              |  |
| 2005年（平成17年） | 405,534人                              |  |
| 2010年（平成22年） | 426,987人                              |  |
| 2015年（平成27年） | 432,348人                              |  |
| 2020年（令和2年） | 431,079人                              |  |

#### 昼夜間人口
2005年の夜間人口（居住者）は404,449人であるが、市外からの通勤者と通学者および居住者のうちの市内に昼間残留する人口の合計である昼間人口は364,091人で夜間に比べて昼の人口は約4万人減（約1割減）となる。通勤者・通学者で見ると市内から市外へ出る通勤者110,479人、市外から市内へ入る通勤者は56,854人と通勤者では市外へ出る通勤者の方が多いが、通学者では市外から市内へ入る通学者は28,920人で市内から市外に出る通学者15,653人と通学者だけで見ると昼の方が市内人口が多い。(東京都編集『東京都の昼間人口2005』平成20年発行 152 - 153ページ　国勢調査では年齢不詳のものが東京都だけで16万人いる。上のグラフには年齢不詳のものを含め、昼夜間人口に関しては年齢不詳の人物は数字に入っていないので数字の間に誤差は生じる。）

### 隣接している自治体・行政区
東京都（多摩地域）
- 八王子市
- 多摩市

神奈川県
- 川崎市（麻生区）
- 横浜市（青葉区、緑区、瀬谷区）
- 相模原市（中央区、緑区、南区）
- 大和市

### 市域の変遷
町田市は市制施行以後、隣接自治体との境界変更を数度実施している。特に大和市・相模原市とは境川の河川改修によって生じた「川向こうの飛地」を解消するため、1999年（事業着手は1995年）から「行政境界変更事業」として複数回の境界変更を行ってきた。
- 1973年（昭和48年）12月1日 - 東京都多摩市と多摩ニュータウン区域界を境に境界変更。
  - 町田市小野路町、上小山田町および下小山田町の一部が多摩市に編入され、また多摩市落合の一部が町田市に編入。
  - 多摩市に編入になった部分は多摩市永山、貝取、豊ヶ丘、落合、鶴牧、唐木田、南野のそれぞれ一部となっている[15]。多摩市南野は多摩市の南＋小野路からということで名付けられた。
- 1985年（昭和60年）2月1日 - 神奈川県大和市と境界の一部を変更。
  - 町田市金森、鶴間のそれぞれ一部が大和市に、大和市下鶴間の一部が町田市に編入。
- 1999年（平成11年）12月1日 - 神奈川県相模原市、大和市と境界の一部を変更（変更事業1期）
  - 町田市金森の一部が相模原市と大和市に、相模原市上鶴間の一部が町田市に編入。
- 2004年（平成16年）
  - 3月1日 - 東京都八王子市と境界の一部を変更。
    - 町田市相原町、小山町のそれぞれ一部が八王子市に、八王子市鑓水、南大沢のそれぞれ一部が町田市に編入。

  - 12月1日 - 神奈川県相模原市と境界の一部を変更（変更事業2期）
    - 町田市原町田、森野、金森のそれぞれ一部が相模原市に、相模原市上鶴間、鵜野森、古淵のそれぞれ一部が町田市に編入。
- 2007年（平成19年）12月1日 - 神奈川県相模原市と境界の一部を変更（変更事業3期）
  - 町田市森野、木曽町のそれぞれ一部が相模原市に、相模原市上鶴間本町、鵜野森、古淵のそれぞれ一部が町田市に編入。
- 2010年（平成22年）12月1日 - 神奈川県相模原市と境界の一部を変更（変更事業4期）
  - 町田市木曽西、木曽町、根岸町、矢部町のそれぞれ一部が相模原市中央区に、相模原市南区上鶴間本町と中央区東淵野辺、淵野辺本町のそれぞれ一部が町田市に編入[16]。
- 2013年（平成25年）12月1日 - 神奈川県相模原市と境界の一部を変更（変更事業5期）
  - 町田市矢部町、小山町のそれぞれ一部が相模原市中央区に、相模原市南区古淵と中央区淵野辺本町、上矢部、宮下本町のそれぞれ一部が町田市に編入[17]。
- 2016年（平成28年）12月1日 - 神奈川県相模原市と境界の一部を変更（変更事業6期）
  - 町田市小山町のそれぞれ一部が相模原市中央区と相模原市緑区に、相模原市中央区宮下本町、緑区東橋本のそれぞれ一部が町田市に編入[18]。
- 2020年（令和2年）12月1日 - 神奈川県相模原市と境界の一部を変更（変更事業7期）。
  - 町田市小山町、相原町のそれぞれ一部が相模原市中央区と相模原市緑区に、相模原市中央区宮下本町と緑区東橋本、橋本、町屋、広田のそれぞれ一部が町田市に編入[19]。
  - 河川改修済区域では行政境界変更が全て終了したことから残り2期[20] を残して、この年を最後に境川流域の行政境界変更事業を当面休止[14]。

## 歴史

### 江戸時代まで
- 町田に人類が存在した最古の証拠は、木曽東で見つかった旧石器時代（約23,000年前）の石器である[21]。
- 武蔵国多摩郡の南端に位置する。645年に起きた乙巳の変により、政権は全国を支配する体制を整え、地方を多くの国に分け、現在の町田市はほとんどが武蔵国に含まれることになった[22]。北西部の相原村や小山村は16世紀末に境川が武蔵国・相模国の境界として確定するまで相模国高座郡に属した。このことと関連して、境川をはさんで武蔵側（町田市）と相模側（相模原市・大和市）とで共通する地名が分布する（相原、小山、矢部、鶴間など）。
- 鎌倉街道と呼ばれる古道・鎌倉往還道のうち、鎌倉街道上道として定説化しているルートが本町田～小野路を通っており、鎌倉時代より宿場町として機能し始めたものと考えられる。なお、現在も町田宿・井出の沢付近から小野路宿付近にかけての旧経路には古道や宿場の街並みが一部残されている。
- 1335年（建武2年）、北条時行ら北条氏の残党が中先代の乱を起し、町田村井出の沢で足利直義を撃破し更に鎌倉へ向けて進攻する。
- 院政期に市域には小山田荘が立荘される。小山田荘には秩父平氏・小山田有重の子息が下国して本拠地とし、小山田氏となった。小山田氏は鎌倉期に甲斐国（山梨県）都留郡に入部し、系譜的関係は不明であるが、室町・戦国期には甲斐守護・戦国大名の武田氏家臣の郡内小山田氏を輩出している。
- 16世紀末の天正年間に町田村の村民が農地拡大のため近隣の原野を開拓し、その地を原町田村として分村した。後に「本村」である町田村は本町田村と村名を変更した。
- 江戸時代初期、市域内の村の多くは幕府直轄領（天領）であった。しかし数度の地方直しを経て、江戸時代中期までに旗本知行地となり、その多くが旗本数家あるいは幕府等との相給となった。幕末期、幕府直轄領の村は韮山代官の支配下にあった。

### 明治維新から太平洋戦争まで
- 1868年（明治元年） - 市域内全村が明治政府直轄地となり、武蔵知県事の管轄（一部の村は武蔵知県事と韮山県に分属）とされたが、同年末までに全域が神奈川県に移管される。
  - 当市域を管轄した武蔵知県事管内は後の品川県に当たるが、品川県への改称（1869年）以前に市域内は神奈川県へ移管された。
- 1871年（明治4年） - 廃藩置県後の府県再編後も引き続き神奈川県の管内とされる。
- 1878年（明治11年）7月22日 - 郡区町村編制法により、南多摩郡に属する。
- 1889年（明治22年）4月1日 - 町村制施行により多く存在した村々が以下のように合併した。
  - 原町田村・本町田村・森野村・南大谷村 - 町田村
  - 小野路村・能ヶ谷村・金井村・大蔵村・野津田村・真光寺村・広袴村・三輪村 - 鶴川村
  - 木曽村・山崎村・上小山田村・下小山田村・図師村・根岸村 - 忠生村
  - 鶴間村・小川村・金森村・高ヶ坂村・成瀬村 - 南村
  - 相原村・小山村 - 堺村
- 1893年（明治26年）4月1日 - 現在の町田市域を含む多摩郡域（南多摩郡、北多摩郡、西多摩郡）が、神奈川県から東京府に移管される[23]。
- 1908年（明治41年）9月23日 - 横浜鉄道東神奈川駅 - 八王子駅が開業。現在の町田市域には原町田駅（現・町田駅）と相原駅が開業する[24]。
- 1913年（大正2年）4月1日 - 町田村が、町田町になる（町制施行）
- 1917年（大正6年）1月9日 - 蒸気機関車の火の粉が原因で火災が発生[25]。
- 1927年（昭和2年）4月1日 - 小田急線開業。現在の町田市域には新原町田駅（現・町田駅）、玉川学園前駅と鶴川駅が開業する。
- 1945年（昭和20年）5月24日夜、空襲。

### 太平洋戦争後

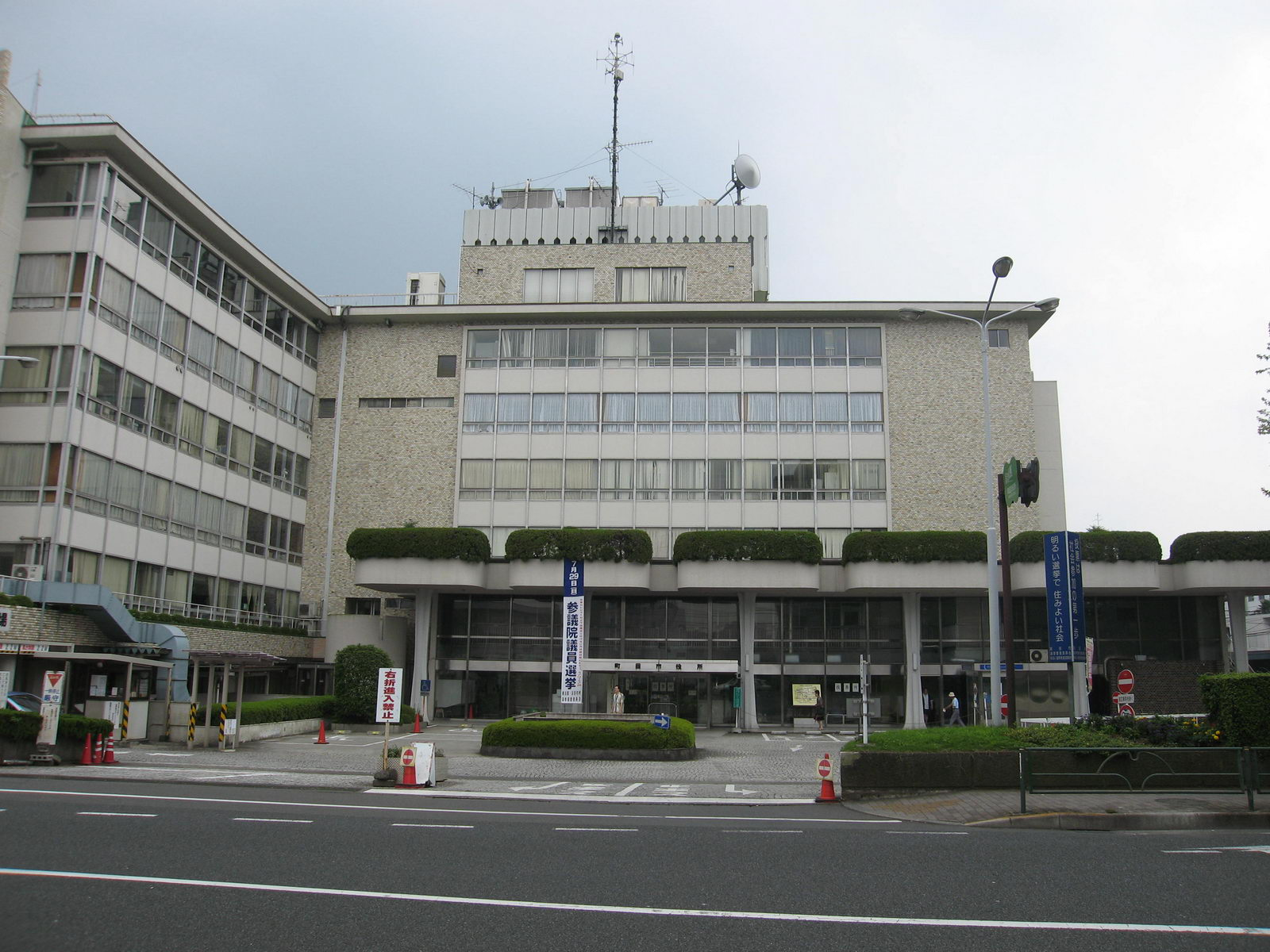
町田市役所 旧本庁舎（町田市中町一丁目20番23号、解体済）

- 1954年（昭和29年）4月1日 - 町田町と南村が合併し、改めて町田町を新設。
- 1958年（昭和33年）
  - 2月1日 - 町田町、鶴川村、忠生村、堺村の1町3村が対等合併、市制施行し、町田市となる（合併当時の人口は61,105人）
  - 3月9日 - 町田市初の市政選挙。初代市長は青山藤吉郎が無投票当選。市議会選挙は議席数36に62名が立候補。当時の有権者数は3万3865人中、投票数は3万294票に及び、投票率89.46％。[26]
  - 10月1日 - 市章を制定。
- 1963年（昭和38年）5月4日 - 町田市歌を制定。
- 1964年（昭和39年）4月5日 - 町田米軍機墜落事故が発生する[27]。
- 1968年（昭和43年）4月1日 - 東急田園都市線つくし野駅が開業。
- 1970年（昭和45年）
  - 1月19日 - 原町田五丁目8番24号（旧町田町役場[28]、現在の町田市健康福祉会館付近[29]）から中町一丁目20番23号の新市庁舎に移転[30]。
  - 9月25日 - 人口が20万人を超える[30]。
- 1972年（昭和47年）
  - 4月1日 - 東急田園都市線すずかけ台駅が開業。
  - 6月15日 - 市の木、市の花を制定。
- 1976年（昭和51年）
  - 4月11日 - 小田急線新原町田駅が町田駅に改称。
  - 10月15日 - 東急田園都市線南町田駅（現・南町田グランベリーパーク駅）が開業。
- 1979年（昭和54年）
  - 4月1日 - 横浜線成瀬駅が開業。
  - 7月10日 - 八王子税務署より分離し、新たに町田税務署が開設。開設当初は旭町の仮庁舎で業務を開始し、翌年秋に中町の現庁舎に移転[31]。
- 1980年（昭和55年）4月1日 - 国鉄原町田駅が小田急線町田駅側に移転、町田駅に改称。
- 1991年（平成3年）4月6日 - 京王相模原線多摩境駅が開業。
- 2002年（平成14年）6月15日 - 市の鳥を制定。
- 2003年（平成15年） - 人口が40万人を超える[32]。
- 2012年（平成24年）7月17日 - 旧日米富士自転車 町田工場跡地（森野二丁目2番22号）の新市庁舎に移転。
- 2019年（令和元年）10月1日 - 東急田園都市線南町田駅が南町田グランベリーパーク駅に改称。
- 2023年（令和5年）10月22日 - 当市をホームタウンとするJリーグクラブでJ2リーグに所属していたFC町田ゼルビアが熊本戦に3-0で勝利し、クラブ史上初のJ1リーグ昇格を果たした。そして同月29日の金沢戦の前日の試合の結果で、J2リーグ初優勝を果たした。

## 行政

### 市長
- 初代：青山藤吉郎（任期：1958年3月9日 - 1970年3月8日、3期）
- 第2代：大下勝正（任期：1970年3月9日 - 1990年3月8日、5期）
- 第3代：寺田和雄（任期：1990年3月9日 - 2006年3月8日、4期）
- 第4代：石阪丈一（任期：2006年3月9日 - 2026年3月8日、5期目の現職）

### 都市宣言
2001年2月1日、市は、社会のあらゆる領域で性差別を解消し男女の真の平等と参画を推進するため「男女平等参画都市宣言」を発表。毎年2月に「まちだ男女平等フェスティバル」を開催しており、女性支援施設などによる講演会を行っている。

### 環境

#### 町田市環境白書
町田市環境基本条例第16条に基づき、毎年の環境の状況及び環境施策について報告・公表している。「環境マスタープラン」と「アクションプラン」に基づき、精査、評価し市民に公表、周知することを目的としている。
- 環境マスタープラン(第二次町田市環境マスタープラン）環境施策の基本像をさだめ、分野ごとに目標及び、政策を策定し進めるための計画。 「水とみどりとにぎわいの調和した環境都市まちだ」を環境像に「基本目標」と「施策の基本テーマ」を策定している。

1. 地域で取り組む地球温暖化の防止 ～低炭素社会を目指すまちづくり～
2. 自然環境と歴史的文化的環境の保全 ～水とみどりと生き物を守り育むまちづくり～
3. 持続可能な循環型社会の構築 ～ごみを減らし資源を有効活用するまちづくり～
4. 良好な生活環境の創造 ～安全で快適な暮らしを実現するまちづくり～
5. 環境に配慮した生活スタイルの定着 ～学び・協働で進めるまちづくり～

- アクションプラン(アクションプラン～第二次町田市環境マスタープラン推進計画～) 「環境マスタープラン」の「望ましい環境像」と５つの基本目標と前期28項目、後期31項目の重点事業の実現を目指し、市と市民、事業者が環境負荷低減に寄与するための行動の推進計画。アクションプラン基本目標を策定している。

1. 地域で取り組む地球温暖化の防止
2. 自然環境と歴史的文化的環境の保全
3. 持続可能な循環型社会の構築
4. 良好な生活環境の創造
5. 環境に配慮した生活スタイルの定着

#### ゴミ処理

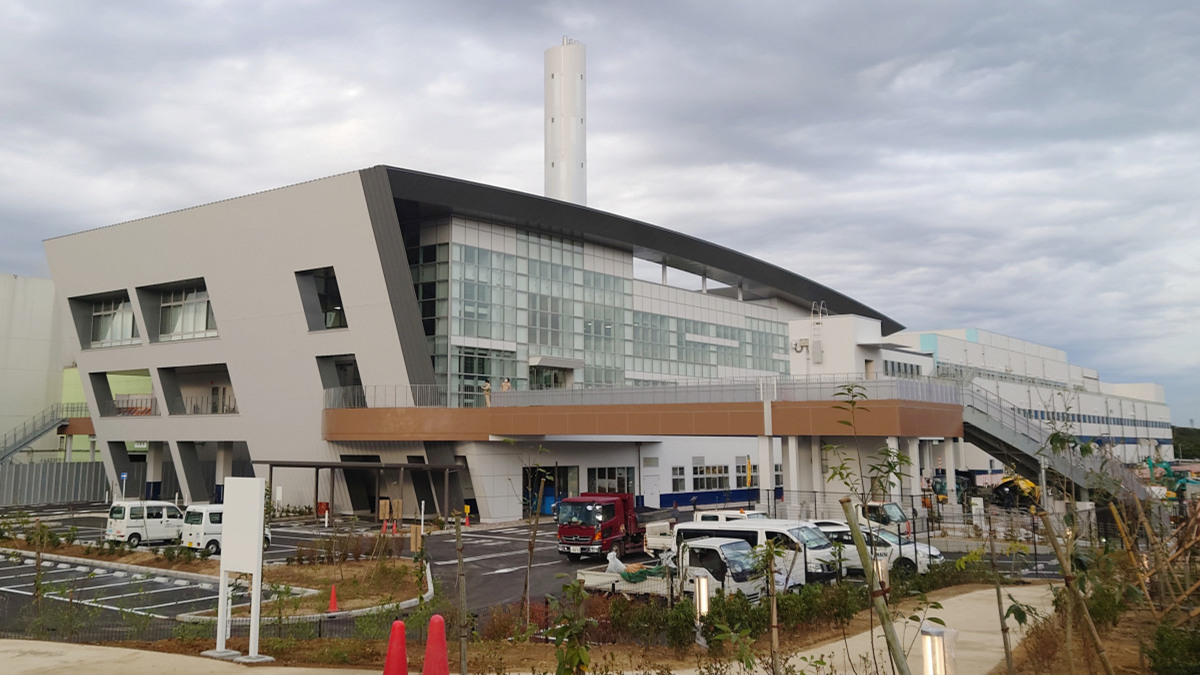
町田市バイオエネルギーセンター

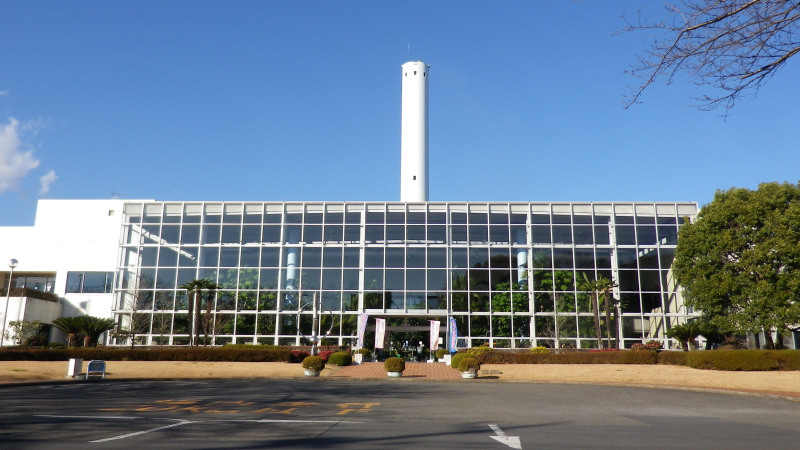
旧・町田リサイクル文化センター（現存せず）

町田市内（小山ヶ丘地区を除く）で収集された家庭ごみは、これまで下小山田町の町田リサイクル文化センター内にある「町田市清掃工場」で処理されてきた。1982年に稼働を開始した同工場は施設の老朽化が進んでいることから建て替えが行われ、新施設の町田バイオエネルギーセンターは2021年10月25日より業務を開始し、2022年1月1日より処理施設の本稼働を開始した。
- ゴミ収集

2005年（平成17年）10月1日から指定袋によるごみ収集有料化、戸別収集開始。ただし、集合住宅は従来通り、ごみ置き場で収集。
- 容器包装プラスチック分別収集

2016年（平成28年）4月1日からJR横浜線以南の地域で、指定袋による容器包装プラスチックの分別収集を先行開始。同地域内で収集された容器包装プラスチックは、ごみ中継施設である「リレーセンターみなみ」に追加整備された設備で資源化される。今後、市内全域に拡大して分別収集を計画している。

#### 下水処理
下水処理は、多摩地区の自治体の多くが東京都下水道局へ委託する「流域下水道」を採用する中、町田市はほぼ全域が市単独で下水道の整備・維持管理・水処理を行う単独公共下水道区域（町田市単独処理区）となっている。これは、当市が多摩丘陵を境にそのほとんどが鶴見川流域及び境川流域という地形条件だったことと、市内の急速な宅地化で汚水処理を早期に行う必要があったことが主な理由である。公共下水道普及率は市内人口の約98.9%で、下水管は汚水管と雨水管を別々に埋設した「分流式下水道」を市内全域に整備しており、汚水は市内2箇所の下水処理場で処理している。一方、災害時における水再生センターへのし尿搬入及び受け入れや多摩地域における下水道管路施設の災害時復旧支援、災害時の下水道施設に係る技術支援協力について、市は東京都下水道局と災害時応援協定を締結している。
- 下水処理場
  - 町田市鶴見川クリーンセンター - 1990年運転開始。市北部の汚水を処理し、鶴見川へ放流する。
  - 町田市成瀬クリーンセンター - 1977年運転開始。市南部の汚水を処理し、恩田川へ放流する。

### 国の行政機関
- 国税庁東京国税局町田税務署
- 町田合同庁舎
  - 町田区検察庁
  - 法務省東京法務局町田出張所

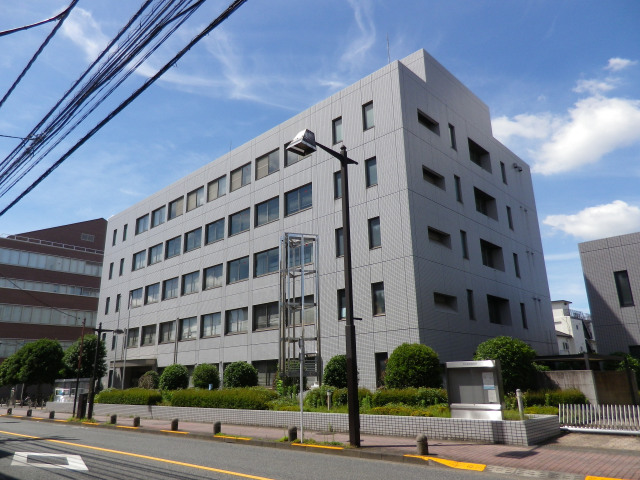
町田合同庁舎

  - 厚生労働省東京労働局八王子労働基準監督署町田支署
  - 町田公共職業安定所（ハローワーク町田）
- 防衛省自衛隊東京地方協力本部町田募集案内所

### 都の行政機関
- 東京都八王子都税事務所町田都税支所
- 東京都南多摩東部建設事務所
- 東京都水道局
  - 町田サービスステーション
  - 滝の沢給水所
  - 原町田浄水所
  - 野津田浄水所
  - 小野路給水所
- 東京都町田児童相談所

### 広域行政機関
- 東京市町村総合事務組合 - 東京都の全市町村で、東京自治会館を運営している。
- 東京たま広域資源循環組合 - 多摩地域のあきる野市、奥多摩町、日の出町、檜原村を除く25市1町で、日の出町にある「二ツ塚廃棄物広域処分場」を運営している。
- 多摩ニュータウン環境組合 - 八王子、多摩および本市の3市で、多摩市にある「多摩清掃工場」を運営しており、小山ヶ丘地区で収集されたゴミは同施設に搬入される[40]。
- 東京都十一市競輪事業組合 - 八王子、武蔵野、青梅、昭島、調布、小金井、小平、日野、東村山、国分寺および本市の11市で、京王閣競輪を開催している。
- 東京都六市競艇事業組合 - 八王子、武蔵野、昭島、調布、小金井および本市の6市で、江戸川競艇を開催している。
- 南多摩斎場組合 - 八王子、多摩、稲城、日野および本市の5市で、本市にある火葬場及び葬儀場の「南多摩斎場」を運営している。

### 市の行政機関
- 町田市役所
- 行政窓口・連絡所
  - 堺市民センター
  - 小山市民センター
  - 忠生市民センター
  - 鶴川市民センター
  - 南市民センター
  - なるせ駅前市民センター

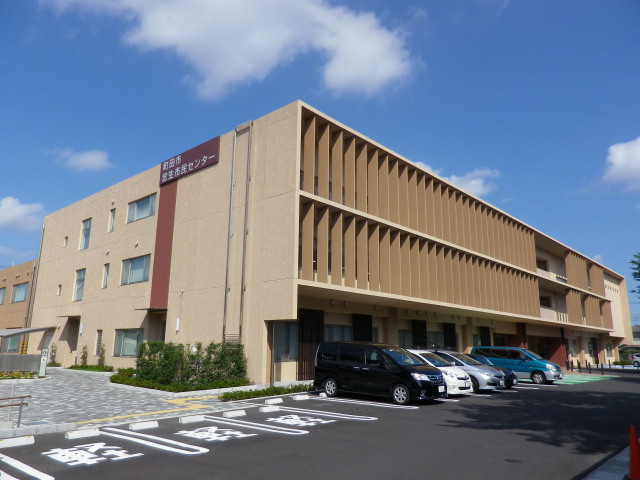
忠生市民センター

  - 鶴川駅前連絡所（和光大学ポプリホール鶴川内）
  - 玉川学園駅前連絡所（玉川学園コミュニティセンター内）
  - 木曽山崎連絡所（木曽山崎コミュニティセンター内）
  - 町田駅前連絡所
- 町田市保健所 - 2011年4月より東京都から施設・業務を引き継ぎ、保健所政令市に移行
- 町田市健康福祉会館
- 町田市健康福祉会館鶴川分館
- 忠生保健センター
- 町田市教育センター

### 裁判所

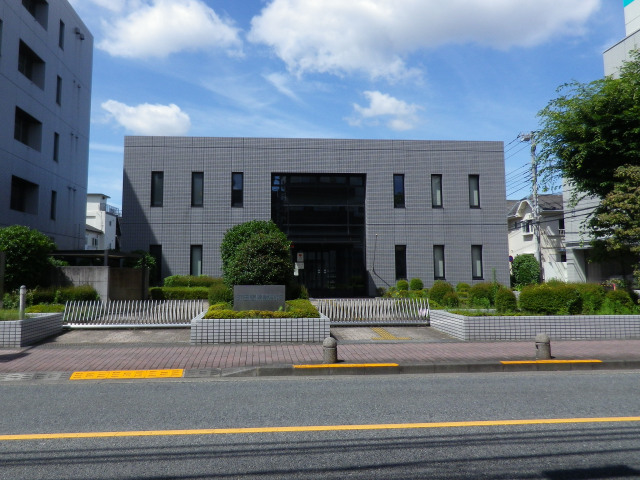
町田簡易裁判所

東京地方裁判所立川支部の管轄。
- 町田簡易裁判所

## 議会

### 東京都議会
2025年東京都議会議員選挙
- 選挙区：町田市選挙区
- 定数：4人
- 任期：2025年7月23日 - 2029年7月22日
- 投票日：2025年6月22日
- 当日有権者数：355,530人
- 投票率：48.2％

| 候補者名 | 当落 | 年齢 | 所属党派           | 新旧別 | 得票数   |
| -------- | ---- | ---- | ------------------ | ------ | -------- |
| 藤井晃   | 当   | 43   | 都民ファーストの会 | 現     | 39,739票 |
| 星大輔   | 当   | 44   | 自由民主党         | 現     | 27,849票 |
| 東友美   | 当   | 41   | 立憲民主党         | 新     | 25,582票 |
| 村松俊孝 | 当   | 47   | 公明党             | 新     | 23,285票 |
| 広田悠大 | 落   | 30   | 国民民主党         | 新     | 21,091票 |
| 池川友一 | 落   | 40   | 日本共産党         | 現     | 18,224票 |
| 瀧口昭彦 | 落   | 64   | 再生の道           | 新     | 6,950票  |
| 浅井直之 | 落   | 61   | 再生の道           | 新     | 6,244票  |

2021年東京都議会議員選挙
- 選挙区：町田市選挙区
- 定数：4人
- 投票日：2021年7月4日
- 当日有権者数：354,276人
- 投票率：44.63％

| 候補者名   | 当落 | 年齢 | 所属党派           | 新旧別 | 得票数   |
| ---------- | ---- | ---- | ------------------ | ------ | -------- |
| 小磯善彦   | 当   | 66   | 公明党             | 現     | 27,006票 |
| 藤井晃     | 当   | 39   | 都民ファーストの会 | 現     | 25,951票 |
| 星大輔     | 当   | 40   | 自由民主党         | 新     | 21,445票 |
| 池川友一   | 当   | 36   | 日本共産党         | 現     | 20,298票 |
| 鈴木烈     | 落   | 47   | 立憲民主党         | 新     | 17,000票 |
| 吉田勉     | 落   | 73   | 無所属             | 新     | 15,543票 |
| 松岡みゆき | 落   | 59   | 自由民主党         | 新     | 14,223票 |
| 今村路加   | 落   | 52   | 無所属             | 元     | 13,952票 |
| 古田真     | 落   | 74   | 諸派               | 新     | 427票    |

### 衆議院
- 選挙区：東京23区（町田市）
- 任期：2024年10月27日 - 2028年10月26日
- 投票日：2024年10月27日
- 当日有権者数：361,197人
- 投票率：55.71％

| 当落 | 候補者名   | 年齢 | 所属党派         | 新旧別 | 得票数    | 重複 |
| ---- | ---------- | ---- | ---------------- | ------ | --------- | ---- |
| 当   | 伊藤俊輔   | 45   | 立憲民主党       | 前     | 111,851票 | ○    |
|      | 吉原修     | 68   | 自由民主党       | 新     | 71,154票  | ○    |
|      | AIメイヤー | 51   | みんなでつくる党 | 新     | 6,475票   |      |

## 施設

### 警察
- 警視庁町田警察署

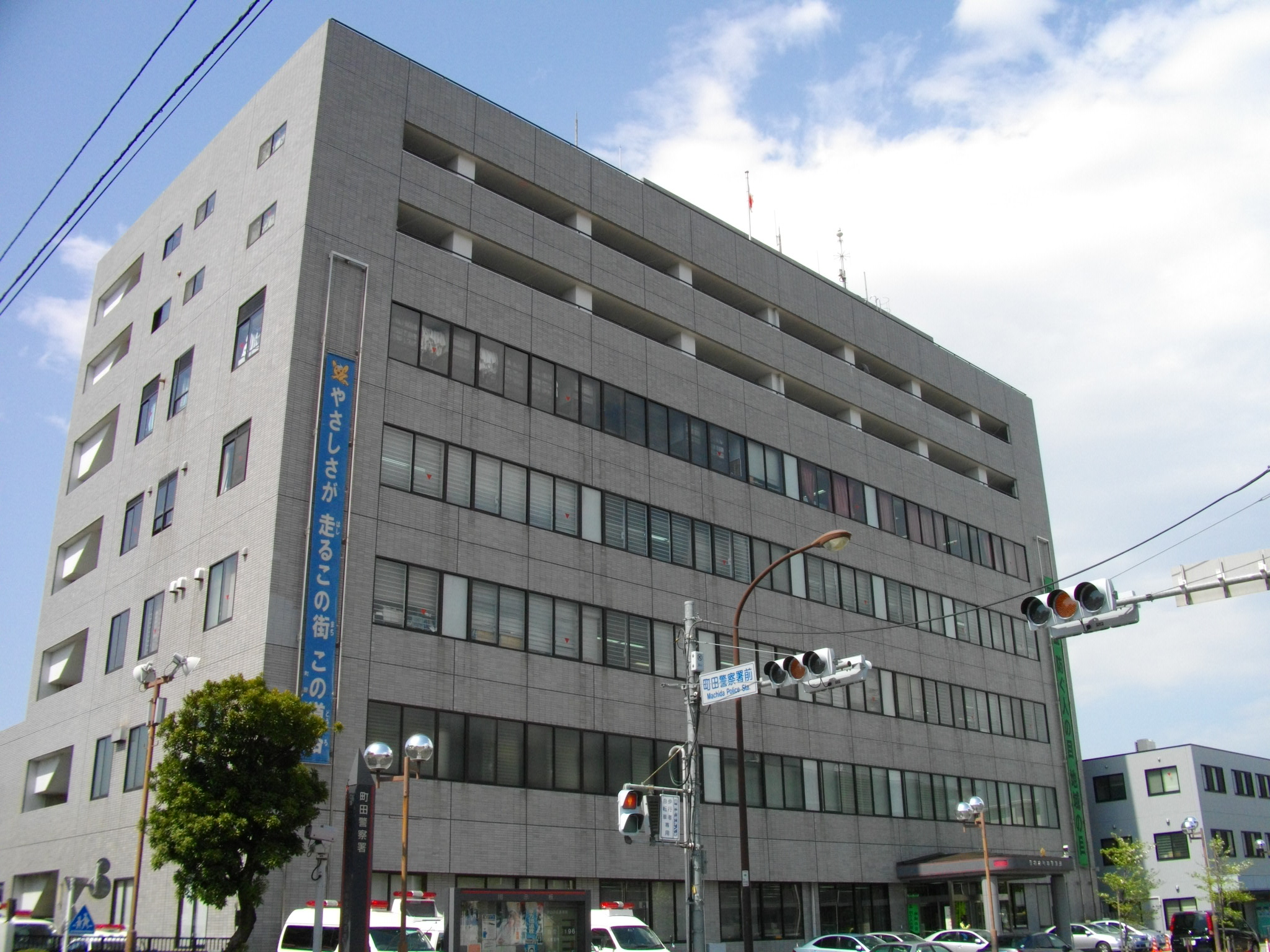
町田警察署

  - 警視庁管内で唯一、忠生地区に地区交番を設けている。市北西部の相原町、小山町、小山ヶ丘は、2009年に南大沢警察署（八王子市南大沢）へ移管された。

### 消防

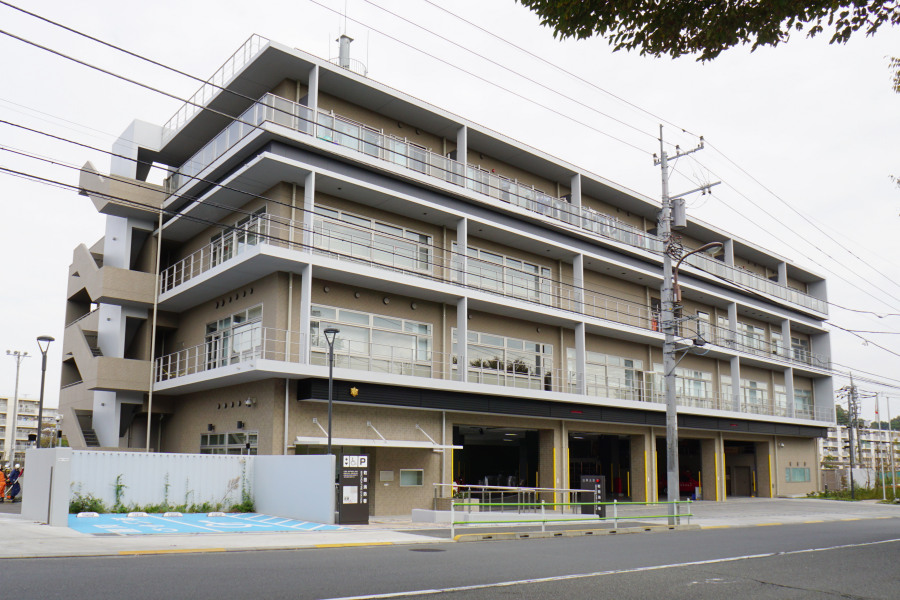
町田消防署

- 東京消防庁町田消防署 特別救助隊・救急隊3
  - 忠生出張所 特別消火中隊・救急隊1
  - 南出張所 救急隊1
  - 鶴川出張所 救急隊1
  - 西町田出張所  救急隊1
  - 成瀬出張所 救急隊1
  - 原町田分駐所
- 町田市消防団
  - 第一分団（町田）
    - 第一部：原町田・中町
    - 第二部：本町田
    - 第三部：森野
    - 第四部：南大谷
    - 第五部：玉川学園

  - 第二分団（南）
  - 第三分団（鶴川）
  - 第四分団（忠生）
  - 第五分団（堺）

### 医療
- 町田市民病院（災害拠点病院）
- 医療法人社団史世会 町田胃腸病院
- 医療法人社団三友会 あけぼの病院
- 医療法人社団創生会 町田病院

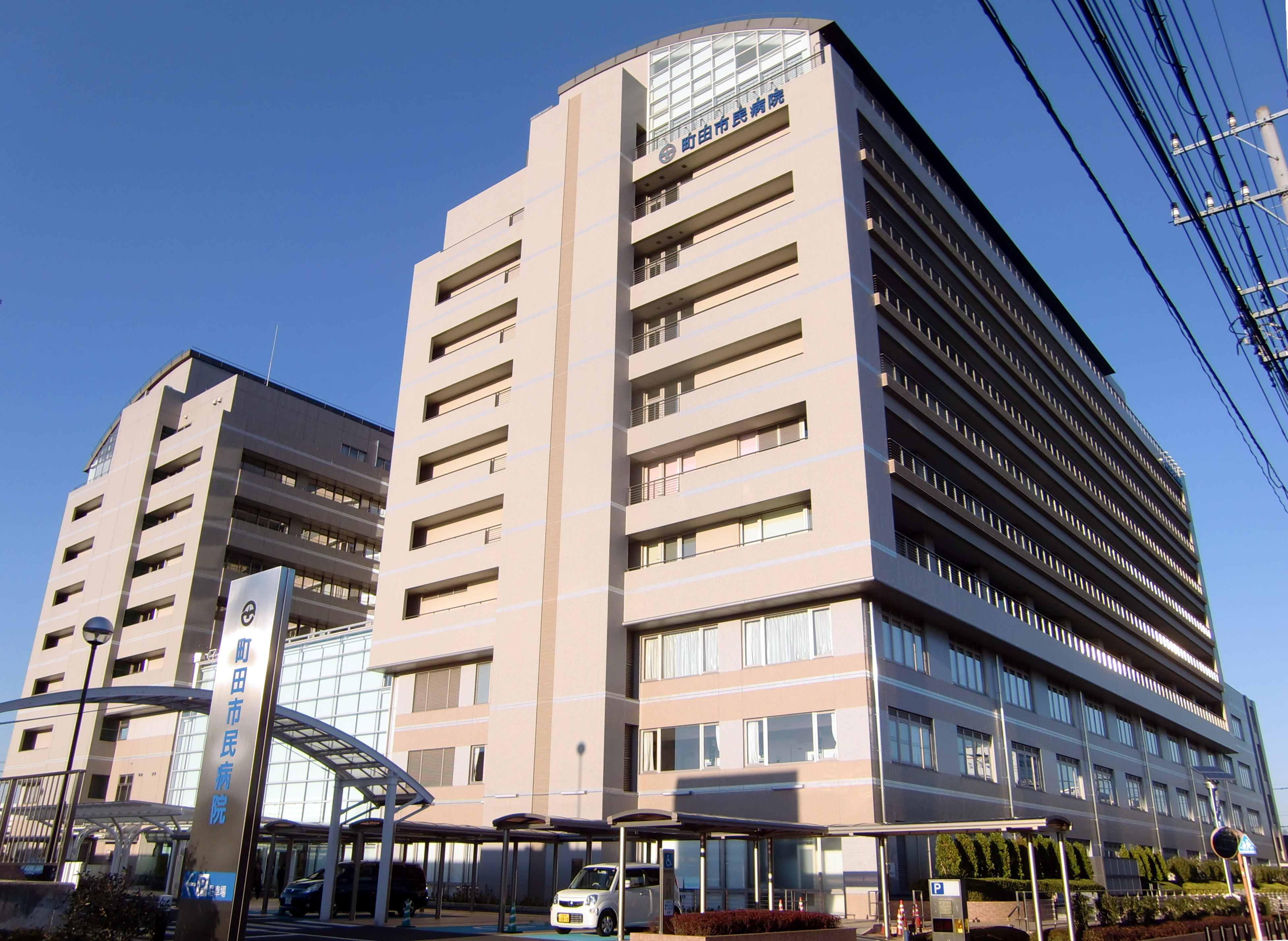
町田市民病院

- 医療法人社団康心会 ふれあい町田ホスピタル
- 医療法人財団明理会 鶴川サナトリウム病院
- 医療法人社団慶泉会 町田慶泉病院
- 医療法人社団正志会 南町田病院（災害拠点病院）
- 医療法人社団三翔会 町田脳神経外科
- 医療法人社団幸隆会 多摩丘陵病院
- 医療法人社団幸隆会 多摩丘陵リハビリテーション病院

市内で24時間365日救急を受け付けている二次救急指定医療機関は、町田市民病院、多摩丘陵病院、町田慶泉病院、南町田病院、町田病院、町田脳神経外科である。

### 郵便
ゆうゆう窓口を併設し、かつ集配業務を行う郵便局は3局。ただし、郵便ポストへ投函された郵便物の収集に関しては、町田・鶴川管内は町田郵便局が、町田西管内は八王子市の八王子南郵便局が一括して行う。なお、忠生地域は管轄が3局に跨っているなど、旧来の町村域（現在の「地域」）分類と集配局の管轄域は一致しないため注意が必要。

#### ゆうゆう窓口併設・集配業務を行う郵便局
- 町田郵便局：〒194-8799 旭町三丁目2番22号 - 194地域（町田・南地域および忠生地域の一部）
- 鶴川郵便局：〒195-8799 大蔵町字大蔵446 - 195地域（鶴川地域及び忠生地域の一部）
- 町田西郵便局：〒194-0299 小山町4275番地の2 - 194-02地域（堺地域及び忠生地域の一部）

#### その他の郵便局（局番順・昇順）
- 忠生郵便局
- 南郵便局
- 原町田郵便局
- 玉川学園前郵便局
- 町田木曽郵便局
- 町田高ケ坂郵便局
- 町田金森郵便局
- 町田相原郵便局
- 町田鶴川一郵便局
- 鶴川団地内郵便局
- 町田南つくし野郵便局
- 町田山崎郵便局
- 町田藤の台郵便局
- 町田南大谷郵便局
- 町田森野郵便局
- 町田鶴川四郵便局
- 町田本町田郵便局
- 町田木曽西郵便局
- 町田つくし野郵便局
- 町田成瀬台郵便局
- 町田小山郵便局
- 町田小山田桜台郵便局
- 原町田六郵便局
- 成瀬駅前郵便局
- 町田金森東郵便局
- 成瀬清水谷郵便局
- 町田山崎北郵便局
- 町田大戸郵便局
- 町田三輪郵便局
- グランベリーパーク郵便局
- 町田駅前郵便局

### 文化施設

#### 図書館

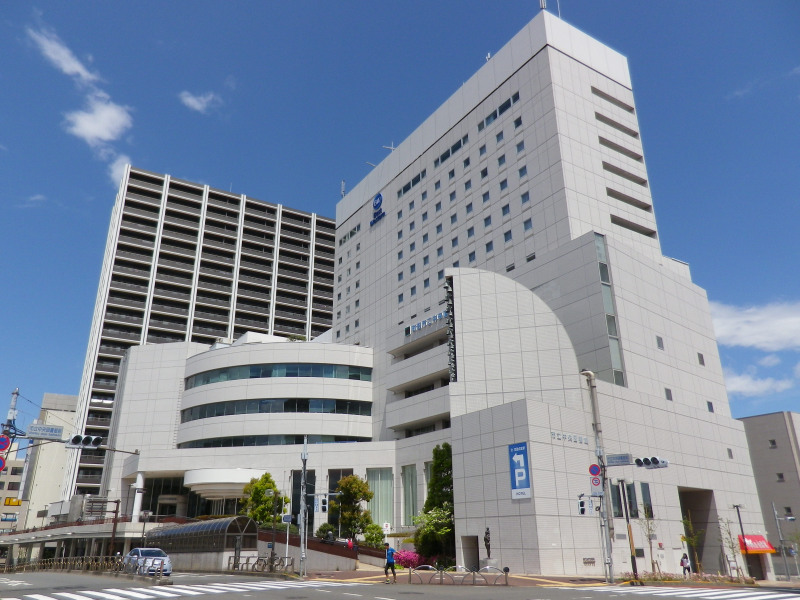
町田市立中央図書館

- 町田市立図書館 - 本館及び6ヶ所の分館と、移動図書館（そよかぜ号）も行っている。
  - 町田市立中央図書館 - 本館にあたる
  - 町田市立さるびあ図書館
  - 町田市立鶴川駅前図書館
  - 町田市立金森図書館
  - 町田市立木曽山崎図書館
  - 町田市立忠生図書館
  - 町田市立堺図書館
- 町田市民文学館ことばらんど
遠藤周作の遺族からの蔵書の寄贈が契機となり森村誠一が設立に協力し、誕生した。町田ゆかりの文学者等の関係資料を収集展示する図書館分館としても機能する。
- つるかわ図書コミュニティ施設 つるぼん
旧町田市立鶴川図書館を民設民営の図書コミュニティ施設に転換したもので、町田市立図書館の図書資料受渡業務も担う。
- まちライブラリー＠南町田グランベリーパーク
- まちライブラリー＠ウエリスオリーブ町田中町
一般社団法人まちライブラリー運営の小規模私設図書館。南町田では町田市立図書館の図書資料受渡業務も担う。
- 石橋財団アートリサーチセンター
石橋財団が所有する国宝や重要文化財など美術品の管理、保管研究施設、研究者用の専門図書館。

かつて存在した図書館
- 農村図書館（私立鶴川図書館）

1939年から1989年まで大蔵町に存在した私立図書館。中央図書館の開館に伴い閉館。
- 公益財団法人無窮會 無窮會専門図書館
- 町田市立鶴川図書館

#### 美術館・博物館

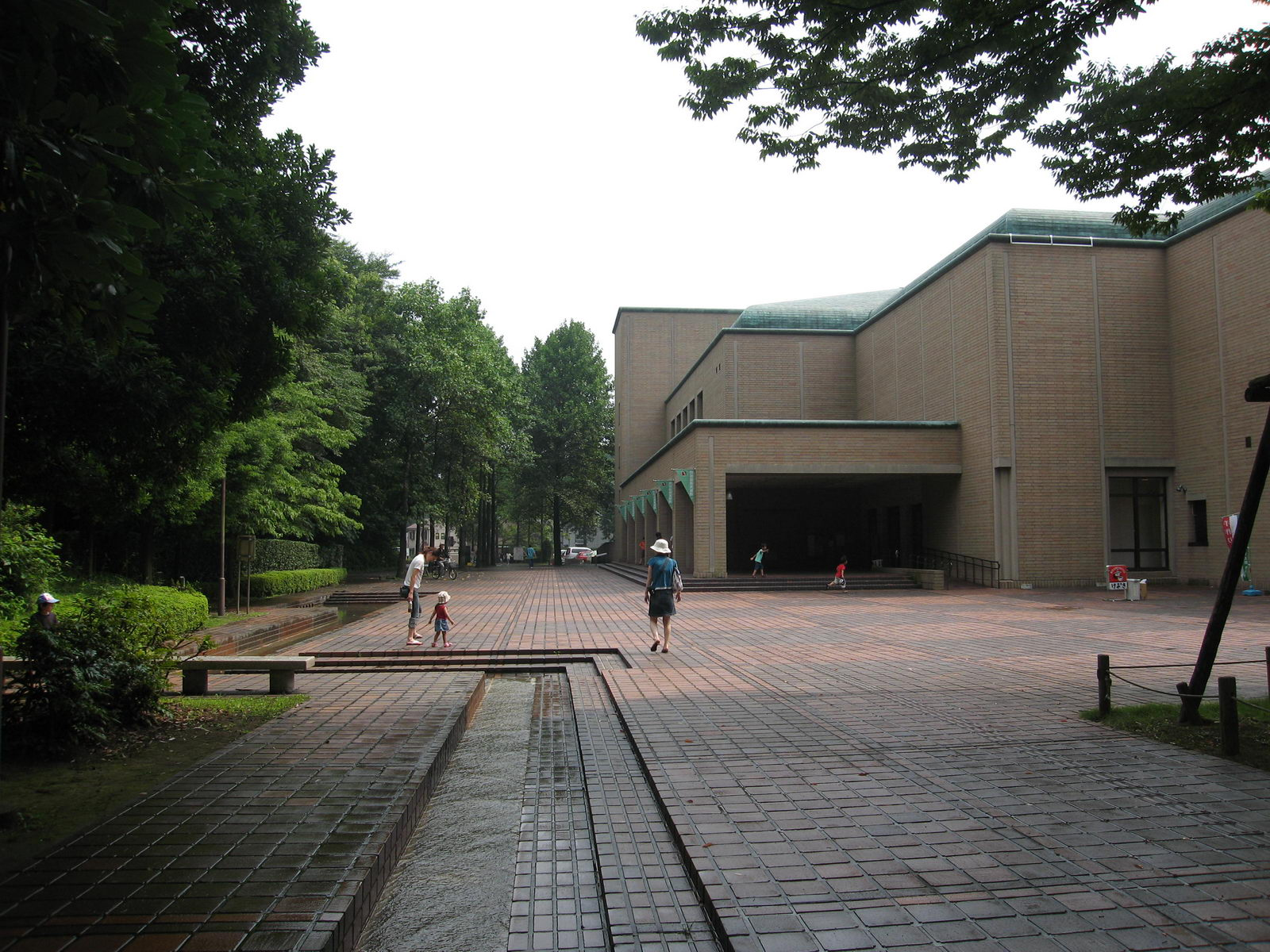
町田市立国際版画美術館

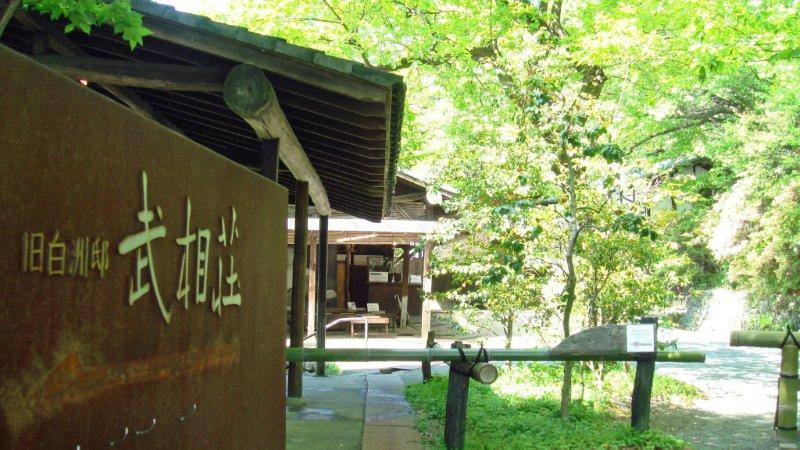
武相荘

- 町田市立国際版画美術館
ヨーロッパ中世から現代まで広く版画作品を蒐集している。日本国内では数少ない版画に特化した美術館。
- 町田市立博物館
ガラス器の蒐集に特徴がある博物館。収蔵品はヨーロッパ、中国、日本と広く、香料入れの小瓶など他にないコレクションである。施設老朽化などの理由で、2019年6月16日をもって一般公開を終了し、現在は同館の刊行物販売業務のみを行っている。
- 町田市立自由民権資料館
自由民権運動や町田の歴史に関する資料を中心に展示。
- 西山美術館
オーギュスト・ロダンやモーリス・ユトリロの作品を収蔵した私設美術館。ユトリロ作品の所蔵数では世界第2位の規模を誇る[42]。
- 町田市ふるさと農具館
- 町田市考古資料室
- 小島資料館
新撰組や幕末期の資料を展示。
- 武相荘
白洲次郎の旧邸宅を記念館として一般公開している。
- 三橋國民鎮魂祈念館
- 玉川大学教育博物館
- 東京家政学院生活文化博物館
- スヌーピーミュージアム
チャールズ M. シュルツ美術館の世界で唯一のサテライトミュージアム（分館）
- 泰巌歴史美術館
戦国武将の史料を展示した私設美術館（2020年開館）。安土城天主の上層階を復元し展示している。

#### ホール
- 町田市民ホール
- 町田市文化交流センター
- 町田市民フォーラム

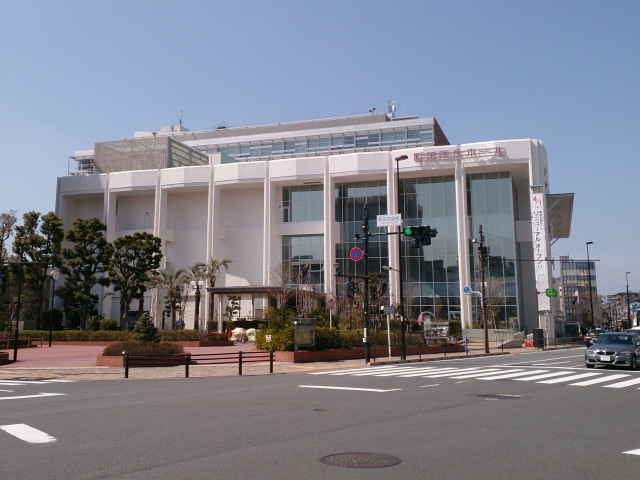
町田市民ホール

- 和光大学ポプリホール鶴川（町田市鶴川緑の交流館）

#### スポーツ施設

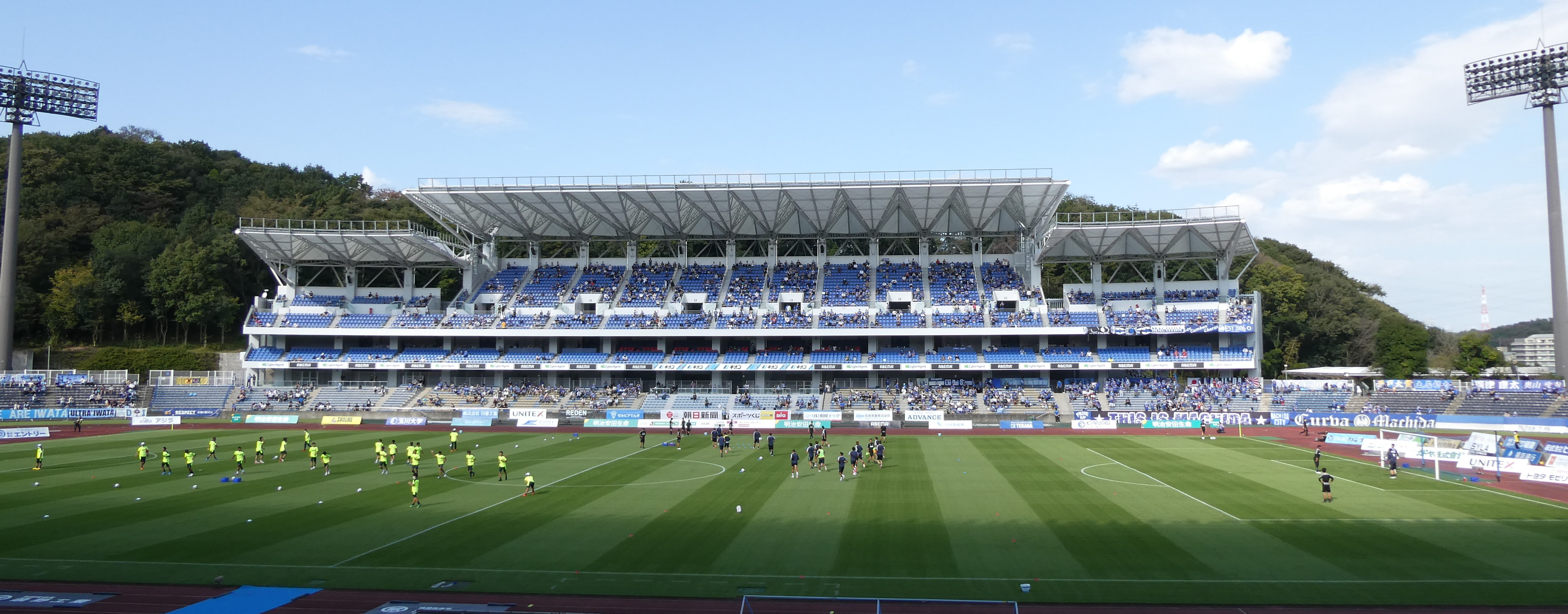
町田GIONスタジアム

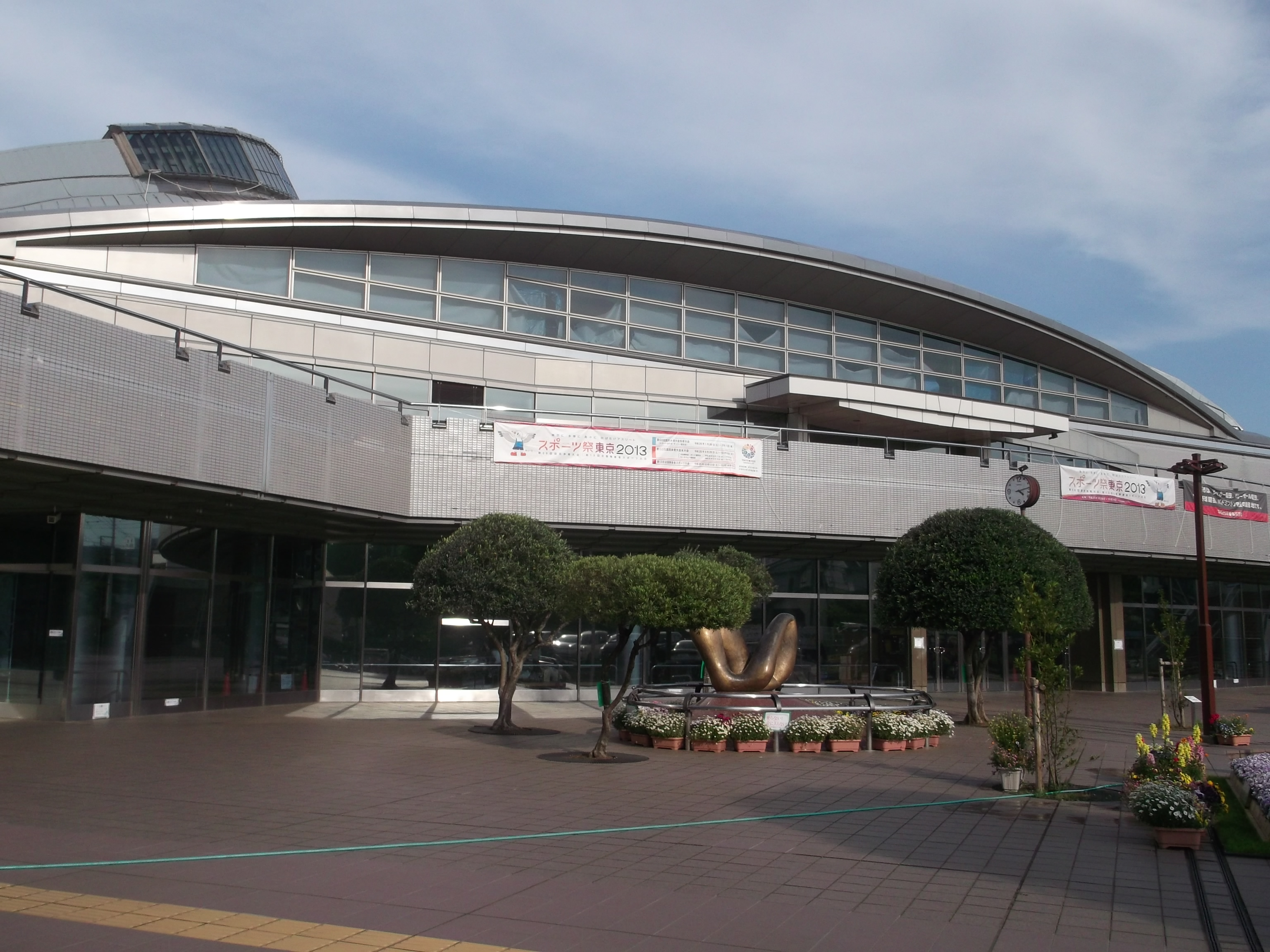
町田市立総合体育館

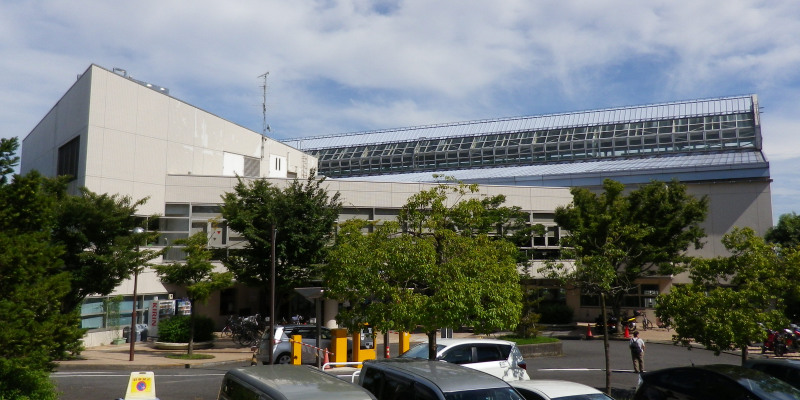
町田市立室内プール

- 町田GIONスタジアム（町田市立陸上競技場、野津田公園内）
- 町田市立総合体育館（南成瀬）
- 町田市立サン町田旭体育館（旭町・町田中央公園内）
- 町田市民球場（旭町・町田中央公園内）
- 藤の台球場（本町田・日向山公園内）
- 鶴川球場（鶴川中央公園内）
- 小野路GIONベースボールパーク（小野路公園内、市内唯一の硬式野球場）
- 野津田球場（野津田公園内）
- 小野球場（小山田緑地内）
- 三輪みどり山球場
- 忠生公園ソフトボール場
- 町田中央公園テニスコート
- 成瀬クリーンセンターテニスコート
- 野津田公園テニスコート・北テニスコート
- 鶴川中央公園テニスコート
- 鶴川第2テニスコート
- 鶴間公園テニスコート
- 鶴間公園グラウンド
- 相原中央テニスコート
- 相原中央グラウンド
- 上の原グラウンド（野津田公園内）
- 丘の上グラウンド（野津田公園内）
- 小野路GIONグラウンド（小野路公園内）
- 木曽山崎グラウンド
- 緑ヶ丘グラウンド
- 本町田後田グラウンド
- 芹ヶ谷公園グラウンド
- 成瀬鞍掛グラウンド（成瀬うさぎ谷戸公園内）
- 鶴間公園グラウンド
- 山王塚公園グラウンド
- 小山上沼グラウンド（小山上沼公園内）
- 町田市立室内プール（図師町）
- 町田市立学校温水プール（一般開放施設）
  - 町田第一中学校温水プール
  - 南中学校温水プール
  - 鶴川中学校温水プール

#### 青少年施設
- 町田市子どもセンター - 児童福祉法に基づく児童厚生施設で、児童センターに分類される施設（分館を除く）
  - 子どもセンターまあち
  - 子どもセンターただON
  - 子どもセンターばあん
  - 子どもセンターつるっこ
  - 子どもセンターぱお
  - 子どもセンターぱお分館（WAAAO）
- 町田市子どもクラブ - 児童福祉法に基づく児童厚生施設で、小型児童館に分類される施設
  - 南大谷子どもクラブMOこもこ
  - 玉川学園子どもクラブころころ児童館
  - 木曽子どもクラブきそっち
  - 南町田子どもクラブつみき（同市初の民設民営子どもクラブ）
  - 小山子どもクラブさん
  - 三輪子どもクラブMIWA～GO
  - 小山田子どもクラブゆめいく
- 子ども創造キャンパスひなた村（日向山公園内、旧・都立町田青年の家）
- Nature Factory 東京町田（旧・大地沢青少年センター） - 町田市内唯一の公共宿泊施設。
- せせらぎの里 町田市自然休暇村 - 長野県南佐久郡川上村の秩父多摩甲斐国立公園内にある町田市の公共宿泊施設。

## 対外関係
姉妹都市・友好都市を締結している都市は無いが、隣接市以外の自治体で町田市と交流都市となっている市町村は以下の通りである。この内、4自治体とは災害時相互応援協定を締結している。
- 大島町（関東地方 東京都）
  - 交流都市
- 長野市（中部地方 長野県）
  - 1995年9月29日交流都市・災害相互協定締結
- 川上村（中部地方 長野県）
  - 1995年10月22日交流都市・災害相互協定締結
- 川西町（東北地方 山形県）
  - 1995年10月22日交流都市・災害相互協定締結
- 沖縄市（九州地方 沖縄県）
  - 1999年6月13日交流都市締結
- 富士川町（中部地方 山梨県）
  - 2010年10月22日交流都市・災害相互協定締結

## 経済

### 商業地

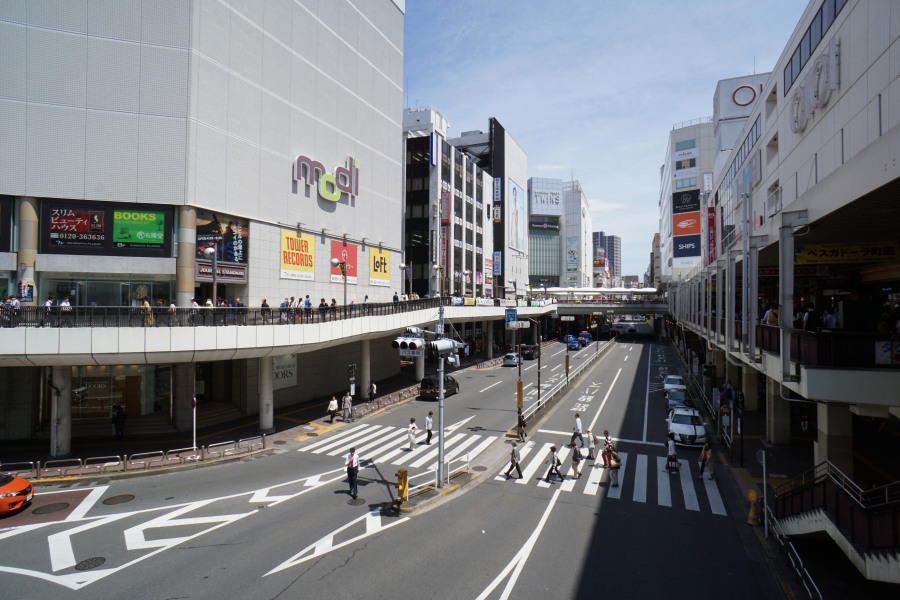
町田駅前の商業施設

東京都区部の南西30 - 40km圏に位置し、1960年代初頭より東京都区部郊外のベッドタウンとして開発され発展した。町田駅を中心とした原町田地区は、小田急小田原線沿線および横浜線沿線を代表する繁華街で、百貨店や専門店等が多く林立する一大商業ゾーンとして著しく発展している。国道16号・246号線や鎌倉街道などにより東西方向・南北方向との道路交通の便もよく、神奈川県北部も含んだ多摩地域南部（南多摩地域）の商業の中心地である。飲食産業はここ数年で立川市とともに成長している。また八王子市・多摩市・相模原市・横浜市北部（青葉区・緑区・旭区・瀬谷区など）・川崎市西部（麻生区・多摩区など）・座間市・大和市などを含む、商圏人口200万人とも言われる相武経済圏の中心的な役割を相模大野などとともに担っている。
立川を中心とする北多摩地域とは多摩丘陵や多摩川で隔てられていることや、都心部とは距離があること、古くから鎌倉街道や「絹の道」の中継点であった関係で、八王子市など同じ南多摩地域や、神奈川県の横浜市北部、川崎市西部、相模原市の「上段」地区などとの結び付きが強い。特に、相模原市の市街地は町田市に近接していることから、町田・相模原両市を併せて国の業務核都市に指定されており、業務など諸機能の立地促進が図られている。
市内や近辺には大学や短大、高校など学校が多く、町田駅付近の繁華街は学生を中心とした若者の街に変わりつつある。若者向けの新しい商業施設は駅周辺のビルのテナントとしてだけでなく、駅周辺の商店街にも多く存在し、乾物屋などを中心とした町田街道絹の道以前からの活気ある商店街にも溶け込み、独特の雰囲気を持つ繁華街を作り上げている。
また町田駅周辺は、若者向けの衣料品店や飲食店、ゲームセンター、アニメ・漫画・ゲーム専門店などが多く、近隣では少ないメイド喫茶も出店されている。渋谷や原宿、秋葉原の様な文化を感じ、楽しむことができる。
東部の玉川学園前駅周辺は、学校法人玉川学園が学校の建設費を賄うために開発した住宅街であり、幼稚園から大学まで一貫教育の玉川学園を中心とした学園都市とされている。正式な行政上の住所にも玉川学園が用いられている。
北西部の多摩境駅周辺は、多摩ニュータウンの西端に位置する。2000年代以降に大規模なロードサイド店舗が多数出店し、休日などに賑わうようになった。その影響で沿線道路では慢性的に渋滞が発生するようになったことから、市では渋滞の激しい区間を中心に車道の拡幅など対策を進めた。
この他、南部（町田市鶴間）の南町田グランベリーパーク駅前には、大型商業施設のグランベリーパークがあり、市内唯一の映画館も存在する。同地には2017年まで大型商業施設「グランベリーモール」があったが、駅周辺の再開発事業によって閉鎖 され、2019年11月に新たな施設に生まれ変わった。

### 市内に拠点を置く企業
- 朝日土地建物
- アップガレージ
- アバールデータ
- 彩姫
- エーアイ
- FMS
- オーディオテクニカ
- オーク製作所
- 神奈中観光
- Colored Pencil Animation Japan
- キープ・ウィルダイニング
- KRYNA
- KRAFT
- ケーユーホールディングス
- 高速道路総合技術研究所
- 三和
- ジクラ
- 菅原総合武道研究所
- すわ製作所
- 清龍ゲームジャパン
- TBK
- デスパッチ・インダストリーズ
- 東京航空計器
- Tokyo New Cinema
- 東名パワード
- 富澤商店
- 中春
- Bee☆R
- 久美堂
- ビッグヨーサン
- ブリッジ
- ベリタス
- マルカワ
- メガネストアー
- ユーロテック
- ライトセンド
- リイシューレコーズ
- リード工業
- RACING PROJECT BANDOH

### 金融機関

#### 指定金融機関
- きらぼし銀行（2007年7月1日 - 2009年6月30日、2011年7月1日 - 2013年6月30日、2015年7月1日 - 2017年6月30日、2019年7月1日 - 2021年6月30日、2023年7月1日 - 2025年6月30日） - 2018年4月までは旧・八千代銀行が担当。八千代銀行（八千代信用金庫）の前身の一つである東神信用金庫の本店は町田市にあった。
  - 玉川学園支店（東京都民銀行店舗）
  - 町田支店（以下、八千代銀行店舗）
  - 南町田支店
  - 町田木曽支店
  - 成瀬支店
  - 鶴川支店・新百合ケ丘支店
  - 橋本支店相原ラウンジ（合併後、八千代店旧所在地に新設）

相原支店は、相模原市緑区に所在。
- 横浜銀行（2005年7月1日 - 2007年6月30日、2009年7月1日 - 2011年6月30日、2013年7月1日 - 2015年6月30日、2017年7月1日 - 2019年6月30日、2021年7月1日 - 2023年6月30日、2025年7月1日 - ）
  - 町田支店
  - 成瀬支店
  - 鶴川支店・鶴川西支店

輪番制により公金出納取扱店
- 2年おき、西暦の奇数年7月1日付で交代する、2行輪番制を採用している。
- 指定期間にかかわらず、横浜銀行は町田市公金出納（収納）取扱店、きらぼし銀行は町田市公金収納取扱店と店頭に表示している。

#### 公金収納取扱店
町田市では、収納代理金融機関を公金収納取扱店と称しており、各金融機関店頭にもその旨表示されている。
- みずほ銀行町田支店・玉川学園前支店
- 山梨中央銀行町田支店
- 横浜信用金庫成瀬支店
- 芝信用金庫藤が丘支店鶴川出張所
- 西武信用金庫町田支店
- 城南信用金庫
  - 原町田支店
  - すずかけ台支店
  - 小山田支店
  - 玉川学園支店
  - 本町田支店
- 多摩信用金庫町田支店
- 中央労働金庫町田支店
- 町田市農業協同組合
  - 町田支店
- ゆうちょ銀行町田店

他、上記市外店舗も対応。
この他、町田市に店舗のない東日本銀行（かつて市内にあった町田境川支店が、相模原市中央区に所在しているため）、川崎信用金庫、大東京信用組合、ハナ信用組合、東京都信用農業協同組合連合会、都内に本店または本所を置く各農業協同組合、東京都内および関東・南関東管内の郵便局も、町田市公金収納取扱店とされている。
市内に拠点のある以下の金融機関は、公金収納取扱店業務を返上している（ただし、eL-QR対応払込書での決済には対応している場合はある）。
- 三菱UFJ銀行町田支店・町田駅前支店・相模大野支店・相模大野駅前支店・成瀬支店

鶴川支店は、川崎市麻生区に所在。
- 三井住友銀行町田支店・町田支店町田山崎出張所・中央林間支店・つきみ野支店
- りそな銀行町田中央支店
- みずほ信託銀行町田支店
- 三菱UFJ信託銀行町田支店
- 三井住友信託銀行町田支店
- SBI新生銀行町田支店（町田フィナンシャルセンター）

## 情報・通信

### 新聞社
- 読売新聞東京本社 社会部町田支局

### 放送
- ケーブルテレビ
  - J:COM 町田・川崎 - ジェイコム湘南・神奈川が運営する。センターは川崎市麻生区。

市内にコミュニティFMラジオ局はないものの、隣接の相模原市に送信所を置く「FM HOT 839（旧・エフエムさがみ）」は町田市内でも受信でき、同局では町田市の広報番組も放送されている。

## 生活基盤

### 電力
- 東京電力

### ガス
- 東京ガス

### 電話
- 三輪町及び三輪緑山以外の町田市内は相模原MA（市外局番：042-7xx、85x-86x）に属するため、神奈川県相模原市の大半のエリア（同市緑区の旧津久井町地区等を含む）や、遠く山梨県南都留郡道志村月夜野地区まで市内通話扱いとなる。
  - このうち町田市に割り当てられているのは042-706 - 710、042-720 - 729、042-732、042-734 - 739、042-770 - 775（堺地区、相模原市でも割り当てられている）、042-782・783（堺地区、相模原市でも割り当てられている）、042-788 - 799、042-850 - 869。
  - 1998年11月3日の局番変更前まで、市外局番は0427を使用していた[47]。
- 三輪町及び三輪緑山は川崎MA（市外局番：044）に属するため、神奈川県川崎市と市内通話扱い。相模原MAに属する町田市内への通話は県内市外通話となる。
- NTTの管轄は東京支店である。
- 市内には通信局舎が5か所設置されている。
  - 町田ビル（中町）
  - 鶴川ビル（大蔵町）
  - 町田北忠生交換センタ（上小山田町）
  - 町田忠生交換センタ（忠生）
  - 町田鶴間交換センタ（小川）

## 教育

### 大学
町田市内には多くの大学が点在している。
- 桜美林大学
- 国士舘大学
- 昭和薬科大学
- 玉川大学
- 東京家政学院大学
- 法政大学
- 和光大学

### 短期大学
- フェリシアこども短期大学

### 専門学校
- 学校法人大原学園
  - 大原薄記医療秘書公務員専門学校町田校
  - 東京町田情報ITクリエイター専門学校
  - 東京町田歯科衛生学院専門学校
- 学校法人東京町田学園 町田デザイン&建築専門学校
- 学校法人西田学園 アルファ医療福祉専門学校
- 学校法人榎本学園
  - 町田製菓専門学校
  - 町田調理師専門学校
  - 町田福祉保育専門学校
  - 町田美容専門学校

### 高等専門学校
- サレジオ工業高等専門学校

### 高等学校
都立
- 東京都立小川高等学校
- 東京都立成瀬高等学校
- 東京都立野津田高等学校
- 東京都立町田高等学校
- 東京都立町田工科高等学校
- 東京都立町田総合高等学校
- 東京都立山崎高等学校

私立
- 桜美林高等学校
- 玉川学園高等部
- 日本大学第三高等学校
- フェリシア高等学校
- 和光高等学校
- 町田調理師専門学校（高等課程）
- 町田美容専門学校（高等課程）

### 中学校
市立
- 町田市立町田第一中学校
- 町田市立町田第二中学校
- 町田市立町田第三中学校
- 町田市立南大谷中学校
- 町田市立南中学校
- 町田市立つくし野中学校
- 町田市立成瀬台中学校
- 町田市立南成瀬中学校
- 町田市立鶴川中学校
- 町田市立鶴川第二中学校

- 町田市立薬師中学校
- 町田市立真光寺中学校
- 町田市立金井中学校
- 町田市立忠生中学校
- 町田市立山崎中学校
- 町田市立木曽中学校
- 町田市立小山田中学校
- 町田市立小山中学校
- 町田市立堺中学校
- 町田市立小中一貫ゆくのき学園 武蔵岡中学校

私立
- 桜美林中学校
- 玉川学園中学部
- 日本大学第三中学校
- 和光中学校

### 小学校
市立
- 町田市立町田第一小学校
- 町田市立町田第二小学校
- 町田市立町田第三小学校
- 町田市立町田第四小学校
- 町田市立町田第五小学校
- 町田市立町田第六小学校
- 町田市立南大谷小学校
- 町田市立藤の台小学校
- 町田市立本町田ひなた小学校
- 町田市立南第一小学校
- 町田市立南第三小学校
- 町田市立南第四小学校
- 町田市立つくし野小学校
- 町田市立小川小学校
- 町田市立成瀬台小学校
- 町田市立鶴間小学校
- 町田市立高ヶ坂小学校
- 町田市立成瀬中央小学校
- 町田市立成瀬小学校
- 町田市立南つくし野小学校

- 町田市立鶴川第一小学校
- 町田市立鶴川第二小学校
- 町田市立鶴川第三小学校
- 町田市立鶴川第四小学校
- 町田市立金井小学校
- 町田市立大蔵小学校
- 町田市立三輪小学校
- 町田市立忠生小学校
- 町田市立小山田小学校
- 町田市立忠生第三小学校
- 町田市立山崎小学校
- 町田市立小山田南小学校
- 町田市立木曽境川小学校
- 町田市立七国山小学校
- 町田市立図師小学校
- 町田市立小山小学校
- 町田市立小山ヶ丘小学校
- 町田市立小山中央小学校
- 町田市立相原小学校
- 町田市立小中一貫ゆくのき学園 大戸小学校

私立
- 玉川学園小学部
- 和光鶴川小学校

#### 市立小学校統廃合
1968年の相原小学校大戸分校の閉校（後に大戸小学校が開校）以来、長年に亘って統廃合は行われなかったが、2001年から2003年にかけて主に忠生地域周辺で統廃合が行われている。いずれも大規模集合住宅の周辺に設置されている小学校で、団地住民の少子高齢化によるもの。一方で、2005年以降は小山ヶ丘地区周辺の人口増加に伴い、小学校が複数開校している。今後2025年度から2040年度にかけて、市内公立小中学校で大規模な統廃合と学区再編が計画されており、市立小学校は42校から26校に、市立中学校を20校から15校に減少する予定。
近年行われた小学校の統廃合および新設の状況は以下の通り。
- 2001年 - 忠生第四小学校 + 木曽小学校 → 木曽境川小学校 （境川住宅）
  - 旧木曽小学校に新校舎を設置。旧忠生第四小学校は町田市教育センターとして活用。
- 2002年 - 本町田西小学校 + 原小学校 + 緑ヶ丘小学校 → 本町田小学校 （町田木曽住宅）
  - 原・緑ヶ丘小学校は道路を挟み隣接。旧緑ヶ丘小学校を仮校舎として使用後、旧原小学校に新校舎を設置。
- 2003年 - 忠生第五小学校 + 忠生第六小学校 + 忠生第七小学校 → 七国山小学校 （町田山崎団地）
  - 忠生第六・第七小学校は道路を挟み隣接。旧忠生第六小学校を仮校舎として使用後、旧忠生第七小学校に新校舎を設置。
- 2005年 - 小山ヶ丘小学校開校
- 2009年 - 図師小学校開校
- 2010年 - 小山中央小学校開校
- 2012年 - 大戸小学校と武蔵岡中学校を同一校舎に移転し、小中一貫化。町田市立小中一貫ゆくのき学園となる。
- 2025年 - 本町田東小学校 + 本町田小学校 → 本町田ひなた小学校、南第二小学校 + 南成瀬小学校 → 成瀬小学校

※ この他、小山田小学校は忠生第二小学校より改称したほか、忠生小学校は忠生第一小学校より改称した。

### 幼稚園
私立
- 文化幼稚園
- あいはら幼稚園
- 桜美林幼稚園
- 小川幼稚園
- 開進幼稚園
- カナリヤ幼稚園
- きそ幼稚園
- 慶松幼稚園
- 高ヶ坂幼稚園
- 子どもの森幼稚園
- 境川幼稚園

- さふらん幼稚園
- 正和幼稚園
- 第一富士幼稚園
- 立華幼稚園
- 玉川学園幼稚部
- 玉川中央幼稚園
- つくし野天使幼稚園
- 鶴川シオン幼稚園
- フェリシア幼稚園フェリシアこども短期大学附属
- 鶴川若竹幼稚園
- 成瀬台幼稚園

- 原町田幼稚園
- 光幼稚園
- 藤の台幼稚園
- 町田こばと幼稚園
- 町田自然幼稚園
- 町田こひつじ幼稚園
- 南ヶ丘幼稚園
- 町田すみれ幼稚園
- 町田ひまわり幼稚園
- 山ゆり幼稚園
- 和光鶴川幼稚園

### 特別支援学校
都立
- 東京都立町田の丘学園（旧・町田養護学校）

私立
- ライシャワー学園（旧・日本聾話学校、日本唯一の私立聾学校）

### 各種学校
- 学校法人鶴川学院農村伝道神学校
- 西東京朝鮮第二初級学校（小学校に相当）

### 学校教育以外の施設
自動車教習所
- 町田ドライヴィングスクール

## 交通
東京都区部までは電車利用で50分程度（市の中心駅である町田駅から新宿へは小田急小田原線の快速急行利用で約30分）。中東部を小田急小田原線が、南部を東急田園都市線が、南西部と西部をJR横浜線が、北西部を京王相模原線が、いずれも市域の外縁部を通っている。町田駅では、北東～南西方向に走る小田急線と北西～南東方向に走るJR横浜線がほぼ直角に交差しているが、町田駅からはこの2路線4方向のどれに乗っても神奈川県に進入することになる。
良好な鉄道アクセスは市域の外縁部に集中しており、市域の中央部に鉄道空白地帯を多く抱えている。そのためバスが主要な交通手段として発達しており、運行本数が多い。特に山崎団地・藤の台団地から町田駅方面へは昼間でも頻繁に運行されており鉄道の空白を埋める役割を果たしている。
市南部・北西部の主要幹線道路については、幅員の狭いものが多く、路線バスも十分な運行本数が確保されていないこともあり、慢性的な渋滞が発生している。また、都心部への鉄道交通や市内のバス路線網が発達している一方で、同じ多摩地域の近隣都市へと移動する手段は整備が遅れている。そのため、多摩都市モノレールや小田急多摩線の市内延伸が構想されている。また高速道路については核都市広域幹線道路が市内を通ることが構想されているが、こちらは具体化していない。
バブル期には鉄輪式リニアモーターカーによる（都営地下鉄大江戸線と同じ方式）ミニ地下鉄建設が検討されたことがある。

### 鉄道

#### 市内の路線・駅
東日本旅客鉄道（JR東日本）
 横浜線
- - 成瀬駅 - 町田駅 -（相模原市）- 相原駅 -

京王電鉄
 相模原線
- - 多摩境駅 -

小田急電鉄
 小田原線
- - 鶴川駅 - 玉川学園前駅 - 町田駅 -

東急電鉄
 田園都市線
- - つくし野駅 - すずかけ台駅 - 南町田グランベリーパーク駅 -

#### 主要部へのアクセス
日中の町田駅から東京・横浜方面への所要時間は以下のとおりである。なお、朝夕の通勤時間帯には5 - 15分程度所要時間が余計にかかる。
- 東京方面
  - 町田 - 新宿（平日日中時 小田急小田原線快速急行で約30分）
  - 町田 - 下北沢乗換 - 渋谷（小田急小田原線快速急行+京王井の頭線急行で約30分）
  - 町田 - 長津田乗換 - 渋谷（横浜線快速+東急田園都市線急行で約40分）
  - 町田 - 新宿乗換 - 東京（小田急小田原線快速急行+JR中央快速線で約50分）
- 横浜方面
  - 町田 - 新横浜（JR横浜線快速で約20分）
  - 町田 - 横浜（JR横浜線快速で約30分）

### バス

#### 路線バス

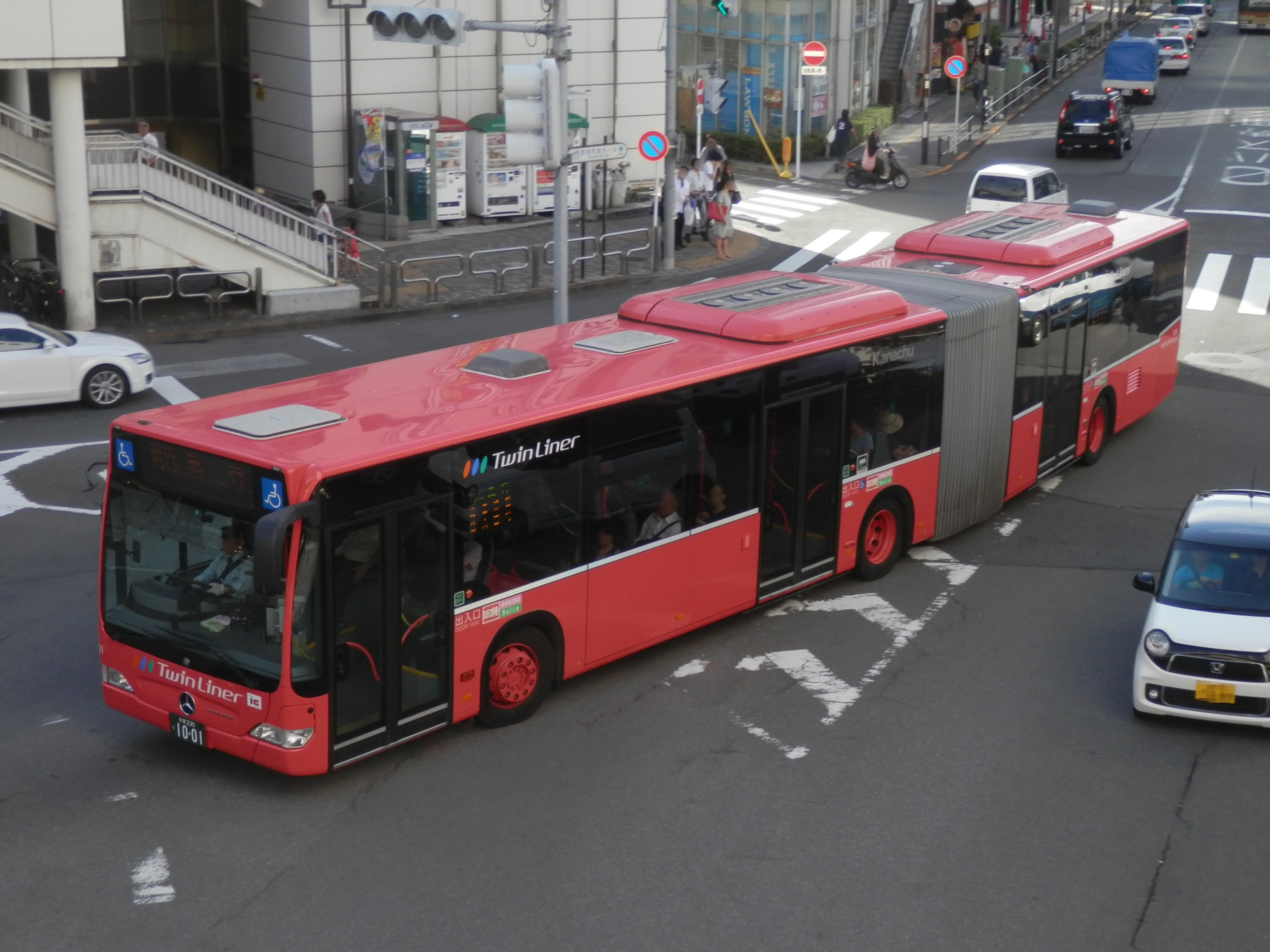
町田駅前を走行する連節バス（神奈川中央交通 町田営業所担当）

市内の路線バスは、神奈川中央交通が全域に渡って運行しており、他社の乗り入れは少ない。これは戦時中の陸運業統合の際、町田市は多摩ではなく神奈川県の相模のブロックに編入されたことが要因となっている。
2012年からは、都内の一般路線としては初めて、神奈川中央交通の町田営業所に連節バスが導入された。2021年には法政大学通学路線用に神奈川中央交通東（橋本営業所）と京王電鉄バスグループ（八王子営業所・高尾営業所）にも連節バスが配備された。
- 神奈川中央交通
  - 町田営業所
    - 町田BC・BT・駅、鶴川駅と山崎団地、藤の台団地、鶴川団地が主要地。市内乗り入れ路線バス事業者で唯一、市内に車庫（野津田車庫）を置く。1941年に関東乗合自動車（現：関東バス）原町田営業所の路線を譲受して開設された。

  - 多摩営業所
    - 市西部の常盤町、小山町、多摩境駅周辺と、古淵駅発着路線、淵野辺駅北口発着路線、鶴川駅からの多摩市方面の路線を主に所管。

  - 大和営業所
    - 町田BC・BT、成瀬駅、つくし野駅、南町田グランベリーパーク駅と市南部の金森、成瀬、つくし野、鶴間地区が主要地。

  - 相模原営業所
    - 相模原市南区方面の路線を所管。町田市内に乗り入れる高速バス・空港連絡バスの一部も担当。

  - 橋本営業所・津久井営業所
    - 相模原市緑区方面の路線と市西部の相原町周辺の路線を所管。
- その他
  - 神奈中タクシー 座間営業所
    - 金森地区コミュニティバスを担当。

  - 神奈中タクシー 相模原営業所
    - 相模原市大野北地区コミュニティバスを担当。

  - 小田急バス 新百合ヶ丘営業所
    - 鶴川駅、鶴川団地が主要地。玉川学園コミュニティバスも担当。以前は町田BC・BTにも発着していた（2011年廃止）。市内に乗り入れる一般路線では唯一、川崎ナンバーの車両である。2022年10月15日までは町田営業所として野津田町に車庫を置いていた。

  - 京王電鉄バス 八王子営業所
  - 京王バス 高尾営業所・南大沢営業所・多摩営業所
    - 八王子市・多摩市との境界付近を数路線がわずかに乗り入れている。以前は鶴川駅にも発着していた（2006年共同運行から撤退）。

#### コミュニティバス
町田市が運営するコミュニティバス・市民バスは、以下の3つが存在する。詳細は各コミュニティバスの記事を参照のこと。
下記以外にも、相模原市の大野北地区コミュニティバス「ピンくる号」が市内の停留所に乗り入れている。

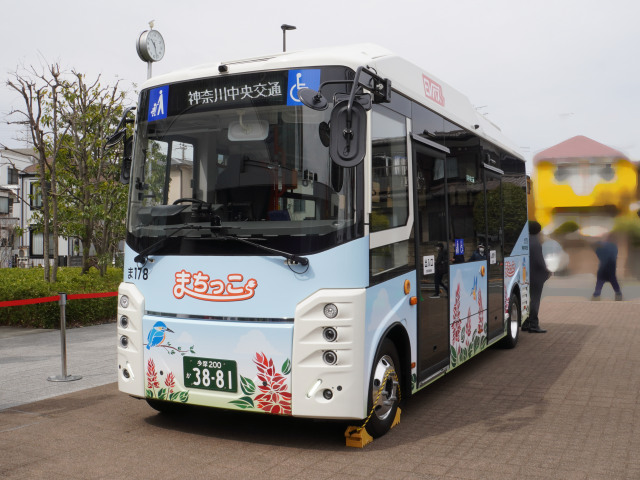
町田市民バス「まちっこ」
  - 神奈川中央交通町田営業所が運行受託。
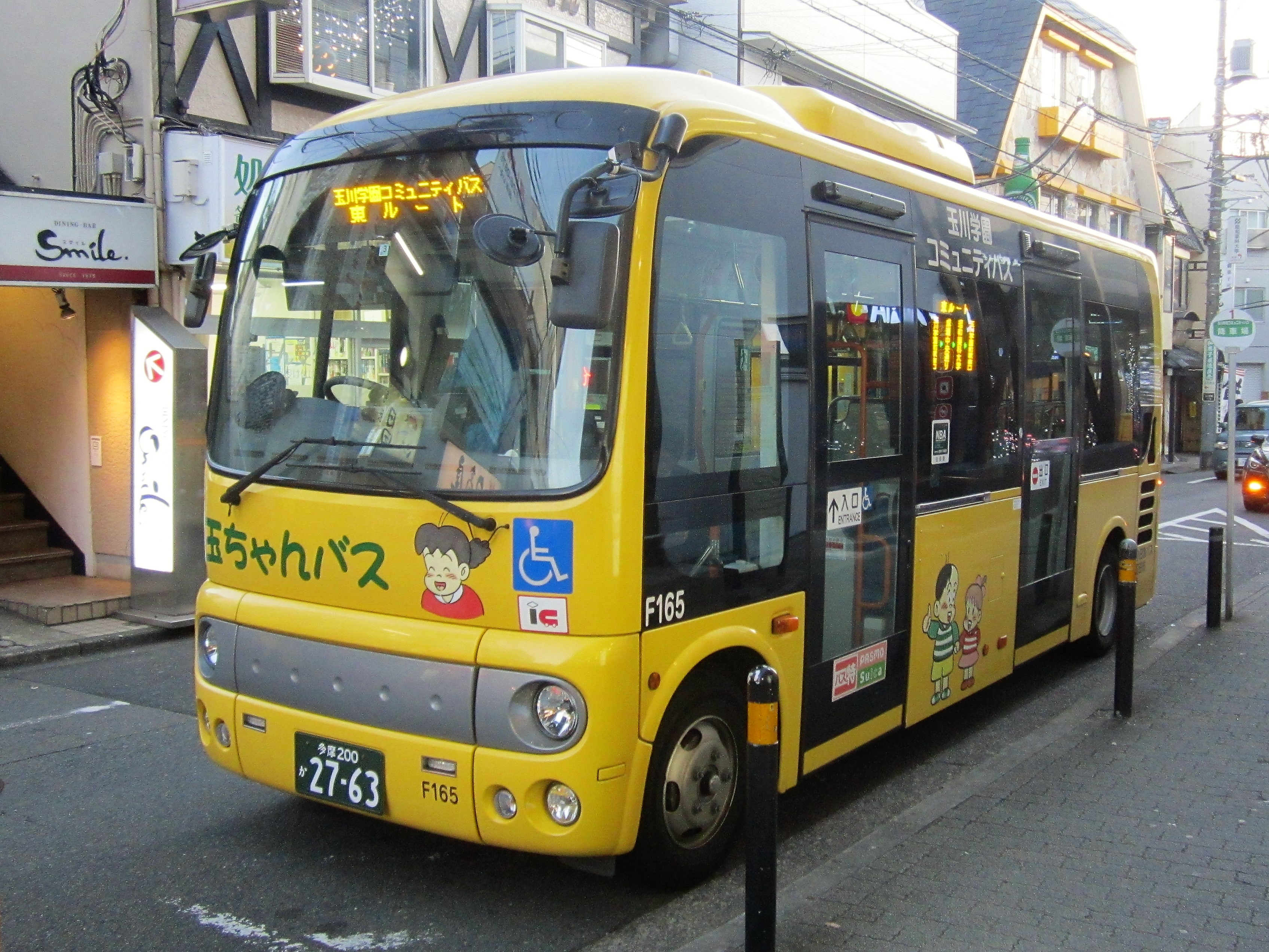
町田市金森地区コミュニティバス「かわせみ号」
  - 神奈中タクシー座間営業所が運行受託。
- 玉川学園コミュニティバス「玉ちゃんバス」
  - 小田急バス新百合ヶ丘営業所が運行受託。

- 町田市民バス「まちっこ」
- 玉川学園コミュニティバス

#### 空港リムジンバス・高速バス
町田バスセンター・南町田グランベリーパーク駅から、羽田空港（神奈川中央交通・京浜急行バス）および成田空港（神奈川中央交通・京成バス）へ、それぞれ空港連絡バスが頻発して運行されている。
また、都市間高速バスとして、昼行高速バス（町田BC・南町田グランベリーパーク駅）は富士急ハイランド・河口湖駅行、東京ディズニーリゾート行（町田BCのみ）が、夜行高速バスは町田BCからは京都・大阪行が、町田TMからは富山・金沢行、名古屋行、京都・大阪行、神戸三宮行がそれぞれ運行されている。
以前は和歌山駅行（和歌山バス）、奈良駅行（奈良交通）、盛岡駅行（岩手県交通）、三井アウトレットパーク・木更津駅行（神奈川中央交通東・小湊鉄道）、御殿場プレミアム・アウトレット行（神奈川中央交通東）、三重・伊勢神宮行（菰野東部交通）、広島行（中国バス）も運行されていた（和歌山駅行と奈良駅行と三重・伊勢神宮行きは路線再編により経由しなくなり、それ以外は路線自体が廃止された）。この他に、1999年までは町田市と横浜市の市境付近に高速バスの横浜バスストップも設置され、東名ハイウェイバスが利用できた。

### 道路

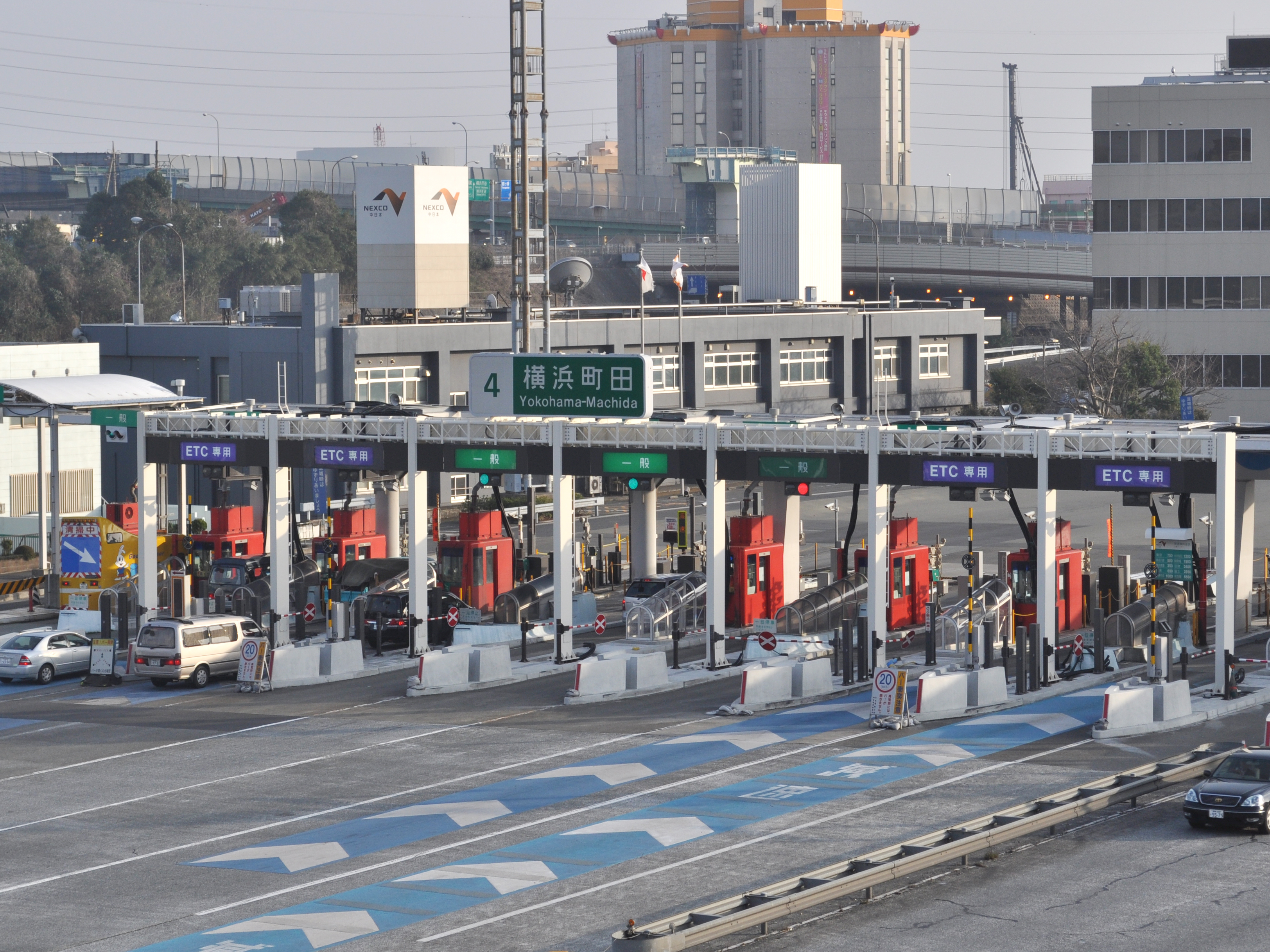
横浜町田インターチェンジ

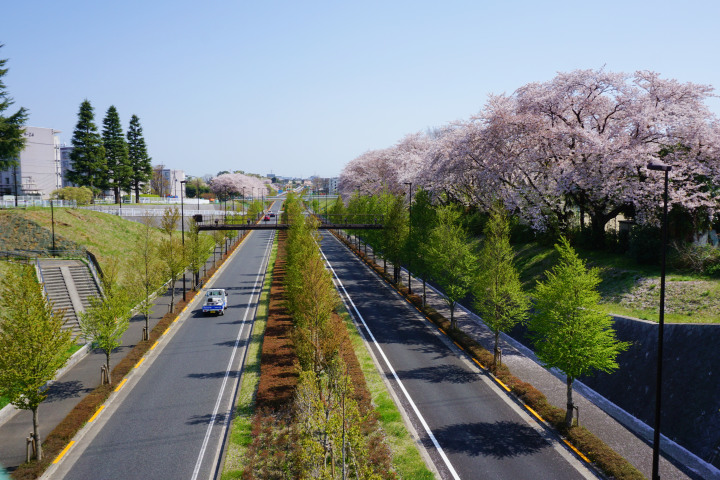
町田3・3・36号線

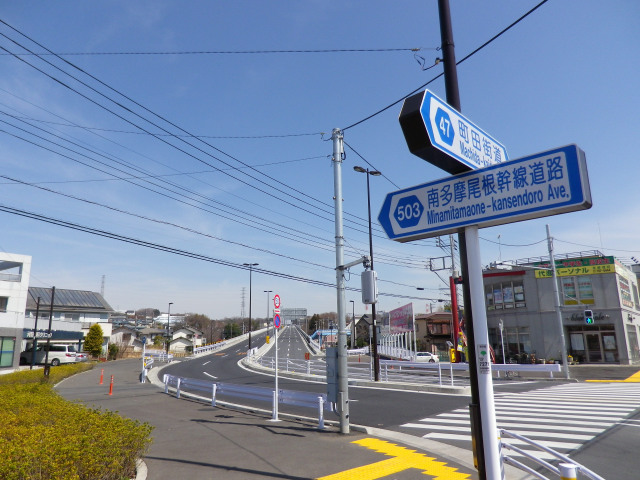
南多摩尾根幹線道路

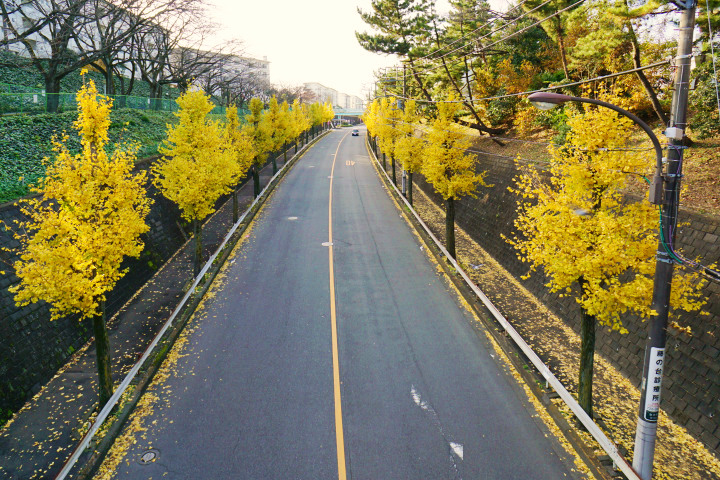
団地いちょう通り

高速道路・自動車専用道路
- 東名高速道路

東京都心と愛知県小牧市を結ぶ高速自動車国道。アジアハイウェイ1号線の構成路線の一つ。町田市では南端部（鶴間付近）をわずかに通り、横浜町田IC（以前の横浜IC）が設置されている（敷地の大半は横浜市緑区）。
- 保土ヶ谷バイパス

南町田北交差点付近から横浜町田IC、二俣川駅付近を通過し、新保土ヶ谷インターチェンジに至る国道16号のバイパス区間。全線が無料であり、また東名高速道路や横浜横須賀道路、首都高速湾岸線横羽線・横浜新道などの道路にも接続するため、国内で最も交通量の多い道路である。

一般国道
- 国道16号（東京環状・八王子街道）

首都圏外縁を結ぶ環状路線。町田市では南端部（鶴間付近）と北西部（相原町字橋本付近）をわずかに通る。鶴間付近では町田街道・国道246号・東名高速道路・保土ヶ谷バイパスと交差・接続する。かつて浜街道や神奈川往還と呼ばれた、絹の道の裏街道を継承している。
- 大和バイパス

横浜市旭区の上川井インターチェンジから大和市下鶴間地先を結ぶ、国道16号のバイパス区間。上川井ICから南町田北交差点間では保土ヶ谷バイパス(町田立体)の下を通過する。東名入口交差点で国道246号と接続する。
- 八王子バイパス

相模原市緑区の元橋本交差点から八王子市の打越交差点を結ぶ、国道16号のバイパス区間。かつては有料道路であったが、現在は無料化されている。
- 国道246号

東京都心と静岡県沼津市を結ぶ。町田市では南端部（鶴間付近）をわずかに通る。国道16号・町田街道と接続している。大山街道青山道を継承している。

都道・その他の道路
- 鶴川街道

調布市と原町田の旧町田街道を結ぶ。都道19号の下石原一丁目交差点 - 真光寺十字路交差点、都道139号の真光寺十字路交差点 - 鶴川駅東口交差点、都道3号（世田谷町田線）の鶴川駅東口交差点 - 菅原神社 - 中町交番前交差点、町田市道の中町交番前交差点 - 原町田中央通り交差点をあわせて鶴川街道と通称している。一部区間は拡幅されたものの、町田高校付近は狭隘である。なお、この狭隘区間は旧来の鎌倉街道の道筋に近い。
- 芝溝街道

淵野辺駅前から、根岸・忠生・図師・野津田・大蔵の市内北部を結び、鶴川駅へ至る。都道3号世田谷町田線とあわせ、津久井道の一部をなす。
- 成瀬街道

町田市と川崎市を結ぶ路線の一部。町田駅から横浜市北西部を結ぶ。絹の道の脇街道である神奈川街道を継承している。
- 町田街道

東名高速道路・保土ヶ谷バイパス・国道16号・国道246号の交差する町田市辻付近と、国道20号・高尾街道の交差する八王子市の町田街道入口交差点を結ぶ片側一車線の道路。概ね横浜線や国道16号と平行している。道幅が狭いものの、市内の主要幹線道路となっていることもあり交通量は非常に多く、全体で渋滞が慢性的に発生する。そのため、バイパス道路や拡張などが整備中である。旧道や新道を含むほぼ全線が東京都道47号線八王子町田線に指定されている。沿線には古い民家や神社仏閣が点在しており、明治以前の旧道もその多くが現存している。幕末から明治時代にかけて最大の貿易商品である「絹」を運ぶ街道として、集荷地・八王子と輸出港・横浜港を結んでいた。沿道は幕末頃より栄えるようになり、なかでも原町田は中継地点として重要な宿場町でもあった。別名「絹の道」。
- 町田都市計画道路3・3・36号線

相原 - 南町田を4車線で結ぶ計画の町田街道の新たなバイパス路線。新町田街道とも呼ばれる。常盤付近から旭町付近までの間は既に供用されており、2024年3月に道路の両端が町田街道に接続された。多摩都市モノレール導入空間として広い中央分離帯が用意されている。今後も「多摩地域における都市計画道路の整備方針」に基づき市域中部をはじめとして南町田付近などの整備が予定されている。
- 鎌倉街道

府中と町田を結ぶ。多摩地区を縦に抜ける主要道路で交通量も非常に多いことから、町田市内の各所で拡幅工事を進めている。多摩市内から野津田町暖沢地区までと本町田の一部では拡幅が完了し、小野路町・野津田町では片側二車線の道路となっている。旧来は町田村近辺と府中を結ぶ道筋だったが、鎌倉時代に鎌倉と府中、上州方面を結ぶ重要な街道筋（鎌倉上道）として整備され、町田宿（現在の本町田宿・後田・一色地区）、小野路宿（現在の小野路町）などが宿場町として発展するようになる。当時の街道が市内中部の七国山や小野路町に残されており、鎌倉古道・鎌倉旧街道として記念されている。現道から大きく離れた小山田の都道（狭隘路）や相原町の七国峠なども鎌倉上道の脇道に当たるとされている。鎌倉時代に足利直義軍と北条時行軍による合戦が行われたのは、当時の鎌倉街道の主要地であった町田村中心部の町田宿にほど近い、井出の沢であった。小野路 - 府中は大山街道府中道と重複している。
- 行幸道路

町田街道から相模原市・座間市内を通り、厚木市に至る主要地方道。かつてキャンプ座間が大日本帝国陸軍士官学校であった時代に、天皇が横浜線原町田駅（町田駅）から士官学校まで行幸をしたことに由来する。
- 多摩ニュータウン通り

町田市と多摩市を結ぶ。町田市では北西部（小山町付近）をわずかに通る。全線が片側二車線である。混雑緩和のため国道16号方面への延伸工事が進んでいる。
- 南多摩尾根幹線道路

調布市と町田市を結ぶ。町田市では北西部（小山町付近）をわずかに通る。従来からある神奈川県道・東京都道503号相模原立川線は片側1車線の対面通行で幅員は狭かったが、2014年11月に「小山沼陸橋」が開通したことで、町田市内の区間は全線が片側二車線となった。2023年7月現在、神奈川県側宮下交差点までのバイパスのため延伸工事が進められている。
- 多摩境通り

国道16号から多摩境駅付近を経て馬場までを結ぶ道路。尾根緑道の車道は途中でカーブしてこの道に出る。沿線にはサレジオ工業高等専門学校の他、コストコやカインズなどの大型商業施設が存在し、休日を中心に混雑が激しくなる。国道16号や町田街道の混雑を逃れたい車もこの道に流入してくるため、日中は酷い渋滞が度々発生する。これを回避するためには南大沢経由で柚木街道まで迂回する必要がある。
- 団地いちょう通り

鶴川街道から、藤の台・山崎・木曽・境川の各団地を結ぶイチョウ並木の通り。広幅員のため、バス路線の重要な経路となっている。また、鶴川街道・鎌倉街道から町田街道・相模原市方面への短絡ルートとしても利用される。
- さくら通り

小野路城跡付近から桜美林学園付近までを結ぶ桜並木の市道。沿線には桜美林学園や日大三高の他、尾根緑道入口や市立室内プールがある。東京都道155号町田平山八王子線や淵野辺駅、町田駅前通りと直結しており、バス路線の重要ルートとなっている。
- 町田駅前通り

神奈川県との都県境付近を境川に沿って走り、市内中西部の根岸・木曽・忠生地区と町田駅・町田街道・成瀬街道を結ぶ道路。この路線を経由して町田から境川団地・古淵駅・淵野辺駅方面へのバスが運行されている。
- 原町田大通り

JR町田駅前から町田街道までの連絡路線。町田から南地区（成瀬・金森）方面へのバスが運行されている。将来は芹ヶ谷公園北側に開通予定の都市計画道路3・3・36号線と一体になるだけでなく、多摩都市モノレールの町田延伸の際には導入空間となる予定。
- 境川ゆっくりロード

境川の河川管理用通路のうち、町田市鶴間から小山町までの左岸（東岸）に沿って14.5kmの区間に渡って整備された自転車歩行者専用道路。

### ナンバープレート

#### 自動車・自動二輪車
町田市は、多摩ナンバー（東京運輸支局）を割り当てられている。
2017年より、八王子に続いて多摩地域2番目のご当地ナンバーとして「町田ナンバー」の導入を検討していたが、市民の理解が得られなかったことなどを踏まえて申請には至らず、導入が見送られている。
多摩ナンバー割り当て地域
- 立川市・武蔵野市・三鷹市・府中市・昭島市・調布市・町田市・小金井市・小平市・東村山市・国分寺市・国立市・西東京市・東大和市・狛江市・東久留米市・清瀬市・武蔵村山市・多摩市・稲城市 。

#### 原動機付自転車
町田市が交付している原動機付自転車用ナンバープレートでは、2013年9月2日からデザインナンバープレートの交付が開始された。デザインには、薬師池公園をテーマに据えに、ランドマークである薬師池と池に掛かるたいこ橋、ツバキの花と市の鳥であるカワセミが描かれている。緑色・水色板は対象外で、従来の標識も選択できる。現在の在庫分をもって交付終了が予定され、2026年8月頃に交付終了を見込んでいる。

## 観光

### 自然

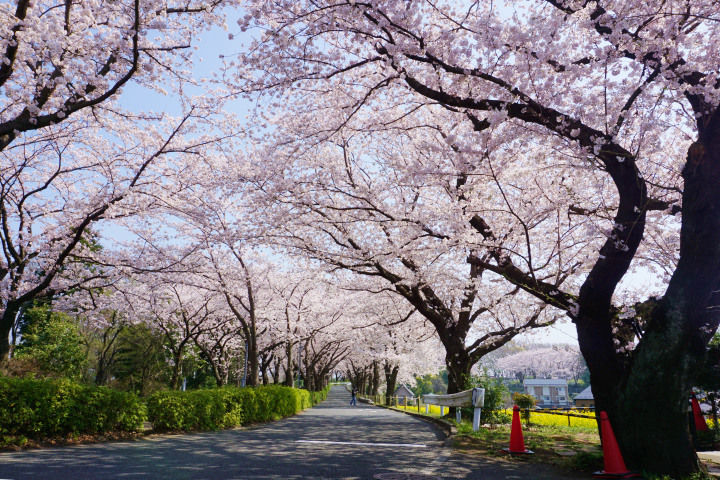
尾根緑道の桜並木

- 大戸地区（城山湖方面）
- 尾根緑道（桜の名所、かつての戦車道路）
- 七国山

### 公園

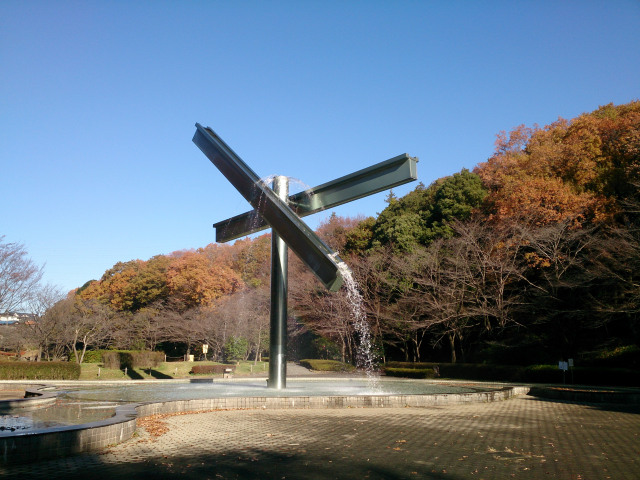
芹ヶ谷公園

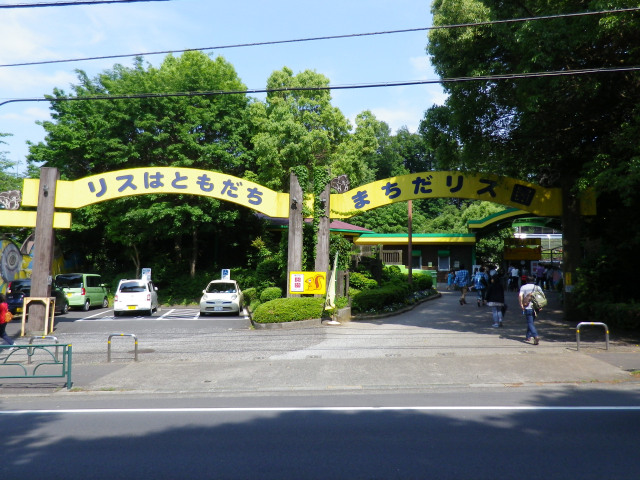
町田リス園

- 都立公園
  - 東京都立大戸緑地
  - 東京都立小山田緑地
  - 東京都立小山内裏公園
- 総合公園
  - 町田市立相原中央公園
  - 町田市立野津田公園
  - 町田市立忠生公園
  - 町田市立日向山公園
- 運動公園
  - 町田市立町田中央公園
  - 町田市立鶴間公園
- 地区公園
  - 町田市立忠生スポーツ公園
  - 町田市立小野路公園
  - 町田市立かしの木山自然公園
- 特殊公園
  - 町田市立薬師池公園（新東京百景）
周辺には、西園・ウェルカムゲート、町田えびね苑、町田ぼたん園、町田ダリア園、七国山がある
  - 町田市立芹ヶ谷公園（町田駅から徒歩10分程度）
- その他
  - 町田シバヒロ（旧町田市役所跡地の芝生広場、小田急線町田駅から徒歩6分程度）
  - 町田市立本町田遺跡公園（東京都指定史跡）
  - 町田市立鶴川中央公園（町田市近隣公園第1号で、市内では最古の公園）
  - 鶴川香山園
  - 町田リス園（小規模動物園、薬師池公園隣）
  - 町田かたかごの森（カタクリの開花時期に合わせて限定開園する市管理の緑地）
  - こどもの国（敷地内一部）

### 名所・旧跡
- 高ヶ坂石器時代遺跡（国の史跡）
- 旧永井家住宅（国の重要文化財、薬師池公園内）
- 旧荻野家住宅（東京都指定有形文化財、薬師池公園内）
- 田端環状積石遺構（東京都指定史跡）
- 井出の沢古戦場・井出沢城跡（東京都指定旧跡、菅原神社付近）
- 木曽の一里塚(旧町田街道・旧大山街道交点付近)
- 箭簳八幡宮
- 凌霜館跡地（現在は町田市立自由民権資料館）
- 小野路城跡
- 小山田城跡（大泉寺）
- 三輪城跡（沢谷戸自然公園）
- 元木山城跡（香山園瑞香殿）
- 成瀬城跡（城山公園）
- 沢山城跡
- 殿ノ城跡（現在は宅地）
- 小山城跡（現在は宅地）

上記の他、旧街道沿いを中心として神社仏閣·地蔵尊·道祖神などが点在している。

### ビジターセンター

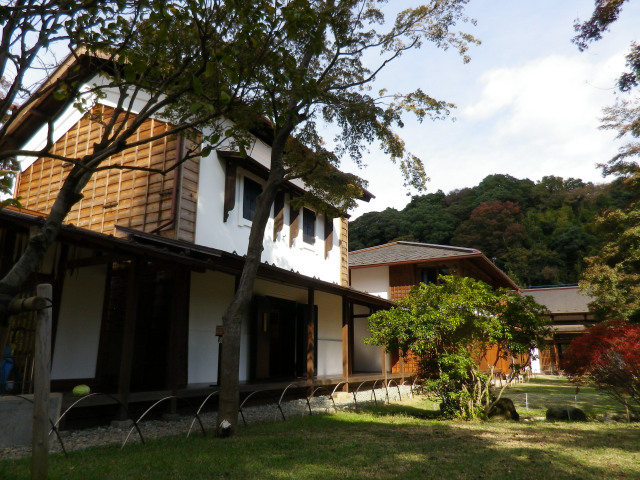
小野路宿里山交流館

- 小野路宿里山交流館
小野路宿の旅籠・旧角屋を改修し、ビジターセンターとして再整備した施設[62]。
- 三輪の森ビジターセンター
都市計画緑地三輪緑地内に緑地来訪者の散策拠点として整備された施設。

### 特産品・名産品
市内の薬師池公園及び円林寺に、大賀ハスの蓮田があることから、蓮や薬師池にちなんだ商品が多い。
- 豚肉、及び豚肉等を加工した食品
- 果実（メロン、イチゴ、禅寺丸柿）
- 酒類（柿ワイン、日本酒、焼酎等）
- 主に酒造に使用される米、醤油等の調味料
- 絹糸（江戸時代以前から、市内を「絹の道」が通っていた名残り）
- やくし団子
- シクラメン
- 薬師池の大賀ハスを使用したもの（最中、饅頭、酒その他）
- 牛乳（明治時代、横浜居住の外国人向けの牛乳生産を行ったことに由来。戦後、東京への牛乳供給地として立地する。現在、相原・小山地区の酪農家による農事組合法人「東京みるく工房ピュア」が乳製品、イタリアンジェラートの販売を行っている。また、東京発地産地消牛乳「東京牛乳」の原乳生産も行っている。）
- 小山田ミツバ（丘陵地の斜面に掘った横穴を使ったミツバの促成栽培）

など
※ なお、これら名産品の一部は、町田駅前の市関連名産品店「まちだ名産品の店 心和」や「町田ツーリストギャラリー（ぽっぽ町田1階）」のほか、町田市役所の庁舎内コンビニなどで購入できる。

### 祭事・催事

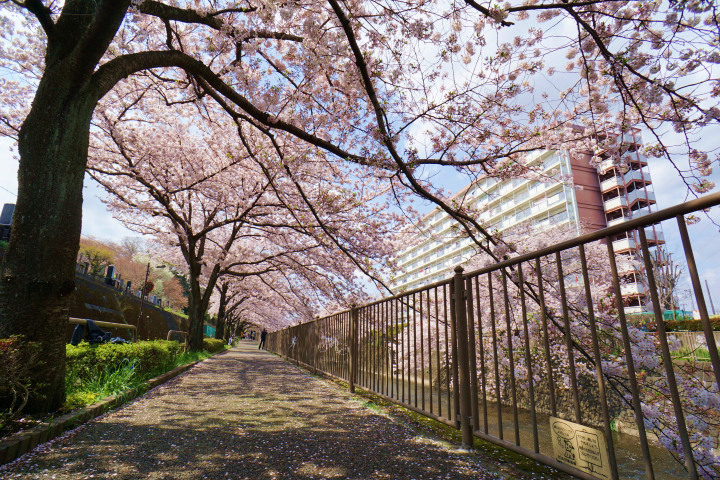
恩田川沿いの桜並木

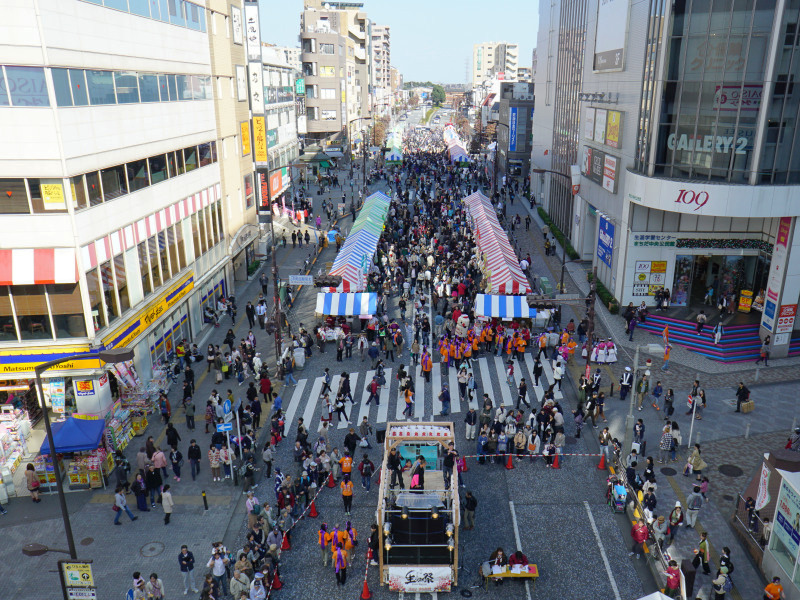
キラリ☆まちだ祭

- 町田さくらまつり（3月下旬から4月上旬）
尾根緑道（下小山田町・常盤町）・芹ヶ谷公園（原町田）・恩田川（南成瀬・成瀬）をメイン会場とし、様々な催しが行われる。来場者数は毎年10万人[63]。
- フェスタまちだ（5月）
町田駅周辺各所（原町田大通り他）にて開催。エイサーの演舞を中心とした祭りで、別名「町田エイサー祭り」とも呼ばれている[64]。来場者数は毎年20万人[63]。例年は9月開催だったが、2022年以降は5月開催に変更された。
- 町田エコフェスタ（10月）
町田市内（2016年までは町田リサイクル文化センター、2017年以降は同施設の建替の為、別会場で実施）にて開催。2010年までは「町田ごみフェスタ」という名称で行われていた[65]。
- 町田大道芸（10月）
町田駅周辺各所（カリヨン広場他）にて開催。来場者数は毎年15万人[63]。
- 町田時代祭り（10月）
芹ヶ谷公園（原町田）にて開催。市内にゆかりのある鎌倉武士などを再現し、時代行列・流鏑馬・砲術演武などを披露する祭りである。来場者数は毎年1万3千人[63]。

- キラリ☆まちだ祭（11月）
町田駅周辺各所（原町田大通り他）にて開催。地域農産物の品評会・PR（町田市農業祭）やよさこい踊りの演舞（町田夢舞生ッスイ祭）を中心とした祭りである。2009年まで小田急百貨店町田店屋上ほかにて毎年10月に行われていた「町田市産業祭」と野津田公園で行われていた町田市農業祭「太陽と緑のまつり」を統合する形で、2010年に「まちだ産業観光まつり」の名称で開催され、2011年から現在の名称で行われている。来場者数は毎年16万5千人[63]。
- 町田市こどもマラソン大会（12月）
町田GIONスタジアム（野津田公園内）にて開催。

## ゆかりのスポーツチーム
- FC町田ゼルビア（J1リーグ） - ホームスタジアムは町田GIONスタジアム（野津田町）、練習場・クラブハウスはFC町田ゼルビア三輪緑山ベース（三輪緑山）
- FC町田ゼルビアレディース（関東女子サッカーリーグ2部） - ホームグラウンド・練習場は小野路GIONグラウンド（小野路町）
- ASVペスカドーラ町田（Fリーグ） - ホームアリーナは町田市立総合体育館（南成瀬）
- 横浜キヤノンイーグルス（トップリーグ） - 町田にあったラグビーチーム、現在は拠点を町田から横浜に移転。練習は引き続き町田市小野路町のキヤノンスポーツパークで遂行[66]。
- 読売ジャイアンツ(3軍)（日本プロ野球） - 稲城市のTOKYO GIANTS TOWN完成まで小野路GIONベースボールパークを準本拠地として使用
- 日本大学第三高等学校硬式野球部 - 市内校地隣接地に練習拠点を有する（図師町）
- 青山学院大学陸上競技部 - 市内に選手寮を有する（中町二丁目）

## 出身有名人
※五十音順

### 文化・芸能
- 相澤直人：作曲家、編曲家、合唱指揮者
- 彩ショル：シンガーソングライター
- AYANO!：ギタリスト
- 新井洋行：絵本作家 ※3歳から在住
- 五十嵐勝弘：俳優
- 井澤健太朗：テレビ朝日アナウンサー
- 岩城直也：作曲家、編曲家、鍵盤奏者、指揮者
- 上原璃奈：アイドル、タレント
- 榎本勝起：元・TBSアナウンサー
- 大久保宙：ドラマー、パーカッショニスト
- 大迫杏子：作曲家、編曲家、キーボーディスト
- 大郷剛：芸能プロモーター、イベントプロデューサー、音楽プロデューサー
- 大塚良子：女優、タレント
- 大貫亜美：PUFFY（ミュージシャン）、タレント
- 小川コータ：発明家、シンガーソングライター、作曲家。フリック入力の発明者。
- おぎぬまX：漫画家、小説家
- 小沢尚美：フリーアナウンサー
- 快楽亭ブラック：落語家
- 河合敦：歴史作家、教育者
- 木内なな：元テレビ新潟アナウンサー
- 木島タロー：音楽家、ゴスペルピアニスト、コーラスアレンジャー、指導者
- 北嶋徹（TK）：ロックバンド凛として時雨の作詞作曲・ヴォーカル・ギター担当。
- 楠大典：声優
- 刑部星矢：バレエダンサー
- 久保田直子：テレビ朝日アナウンサー
- 久保智裕：俳優
- 栗山民也：舞台演出家
- KEN THE 390：ラッパー
- 後藤郁夫：作曲家、編曲家、ギタリスト
- 駒沢敏器：作家、翻訳家
- 斎藤千輪：小説家、脚本家
- 阪口珠美：アイドル、元乃木坂46。
- 桜庭舞：元宝塚歌劇団星組娘役
- 佐藤満春：お笑いタレント、ラジオパーソナリティ、放送作家
- 三遊亭らん丈：落語家、町田市議会議員
- ジーニー堤：お笑いタレント
- 下田恒幸：フリーアナウンサー
- 下村健一：ジャーナリスト、元・TBSアナウンサー
- Shoko：ジャズシンガー
- 鈴木大介：将棋棋士、漫画「ハチワンダイバー」に登場。
- すらぷるため：ヒューマンビートボクサー、YouTuber
- 高橋雄一：元日本テレビアナウンサー
- 滝本晃司：ミュージシャン、元・たま。
- たけうちほのか：モデル、タレント。竹内涼真の実妹。
- 竹内唯人：歌手、モデル。竹内涼真の実弟。
- 竹内涼真：俳優
- 立川志らぴー - 落語家
- 田上和延：九州朝日放送アナウンサー
- 千葉幸生：将棋棋士
- DJ toMU：DJ
- 豊口めぐみ：声優
- 鳥山圭輔：NHKアナウンサー
- 中島裕翔：Hey! Say! JUMP（SMILE-UP.、旧ジャニーズ事務所）
- 中村修：将棋棋士、第35・36期王将
- 中山豪次郎：シンガーソングライター
- 中山涙：作家、小説家、コラムニスト
- 夏谷美希：声優
- 西尾菜々美：名古屋テレビ放送アナウンサー
- 仁藤萌乃：アイドル、元AKB48
- 沼尻和樹：琉球朝日放送アナウンサー
- 沼田壮平：シンガーソングライター
- はやせ淳：漫画家
- 春畑道哉：ロックバンドTUBEのギター担当で、日本の男性ギタリスト。
- 日向秀和：ロックバンドストレイテナーのベース担当。
- Billyrrom：バンド
- 藤岡正明：歌手、俳優
- Brand New Vibe：バンド、町田シティセールス隊
- 星祐樹：声優
- 町田博子：女優
- 松村正直：歌人
- 丸山恵理：フリーアナウンサー、元NHKアナウンサー
- 右松健太：元日本テレビアナウンサー
- 三橋泰介：フリーアナウンサー、スピーチコンサルタント
- 宮本裕子：女優
- 守屋えみ：女優
- 森谷貴晴：ソングライター、編曲家、サウンドエンジニア
- 八木重吉：詩人
- 山内あゆ：TBSアナウンサー
- 吉原じゅんぺい：放送作家
- 吉村涼：女優
- LUY：モデル
- 若林牧春：歌人
- 渡辺潤：漫画家

### スポーツ選手
- 青木佑輔：元ラグビー選手
- 青山修子：プロテニス選手
- 麻生典宏：ラグビー選手
- 足立祐一：元プロ野球選手。東北楽天ゴールデンイーグルス捕手、現在は同球団スカウトスタッフ。
- 安部奈知：元アメリカンフットボール選手、現在は解説者。
- 飯沼誠司：プロライフセーバー
- 上山知暁：元プロボクサー、男性総合格闘家
- 上山龍紀：プロレスラー（U-SPIRIT JAPAN 町田所属）
- 内山由綺：元体操選手
- 大迫傑：長距離走の陸上競技選手
- 大瀧悠佳：プロスキーヤー
- 小野武志：プロレスラー
- 福王昭仁：元プロ野球選手。読売ジャイアンツ内野手
- 荻野忠寛：元プロ野球選手。千葉ロッテマリーンズ投手
- 海渕萌：カヌーイスト
- KAZMA：プロレスラー（KAIENTAI-DOJO所属）
- 鹿沼由理恵：パラ自転車競技選手
- 北太樹明義：元大相撲力士、現：小野川親方
- 興之介：キックボクサー
- 小山昭晴：元プロ野球選手。横浜大洋ホエールズ捕手
- 佐々木大蔵：キックボクサー
- 紫雷匠：大相撲力士
- 嶋津雄大：長距離走の陸上競技選手
- 杉内由紀：元総合格闘家、現在はブラジリアン柔術家。
- 関根花観：中距離走・長距離走の元陸上競技選手
- 醍醐直幸：走高跳の元陸上競技選手、現在は東京高校教諭。
- 高橋悠斗：キックボクサー、元プロボクサー
- 竹田誠志：プロレスラー（U-FILE CAMP所属）
- 田中康三：競馬騎手・調教師
- 谷川聡：ハードル競技の元陸上競技選手
- 芳賀舞波：元バレーボール選手
- 古川麻衣子：ハンドボール選手
- 本玉真唯：プロテニス選手
- 本田竜輝：プロレスラー（全日本プロレス所属）
- 松澤杏奈：ハンドボール選手
- 水田光夏：パラ射撃選手
- 溝江明香：ビーチバレー選手
- 宮﨑小雪：キックボクサー
- 宮﨑若菜：キックボクサー
- 宮田成華：プロゴルファー
- 守屋宏紀：プロテニス選手
- 矢澤宏太：プロ野球選手。北海道日本ハムファイターズ投手

#### サッカー選手
- 青木亮太：北海道コンサドーレ札幌
- 秋元陽太：元・愛媛FC
- 熱田眞：元・京都パープルサンガ
- 阿部祐大朗：元・ガイナーレ鳥取
- 飯島寿久：元アビスパ福岡
- イサカ・ゼイン：モンテディオ山形
- 石浦大雅：愛媛FC
- 市原亮太：FC今治
- 太田宏介：元・FC町田ゼルビア
- 大竹七未：元・読売ベレーザ、現在は解説者
- 大竹夕魅：元・読売日本サッカークラブ女子、大竹七未の実妹
- 北澤豪：元・東京ヴェルディ1969、現在は解説者
- 木村直樹：元・ザスパ草津
- 楠大樹：東京ヴェルディ
- 小関陽星：藤枝MYFC
- 小林悠：川崎フロンターレ
- 権東勇介：元・水戸ホーリーホック
- 齋藤翔太：元・ブリオベッカ浦安
- 佐相壱明：松本山雅FC
- 下川雅人：アスルクラロ沼津
- 鈴木健仁：元・ベガルタ仙台、現・ジェフユナイテッド市原・千葉テクニカルダイレクター
- 関光博：トランFC
- 高橋泰：元・カマタマーレ讃岐、現在はロアッソ熊本のアカデミーコーチ
- 竹中穣：元・FC町田ゼルビア、現・FC町田ゼルビアコーチ
- 津田和樹：元・FC町田ゼルビア
- 土岐田洸平：元・FC町田ゼルビア
- 中里崇宏：Y.S.C.C.横浜
- 浜岡寛：元・奈良クラブ、現在はブラウブリッツ秋田のコーチ
- 林健太郎：元・ヴァンフォーレ甲府
- 端山豪：元・シドニー・オリンピックFC
- 福永泰：元・ベガルタ仙台
- 藤田譲瑠チマ：シント＝トロイデンVV
- 藤野あおば：日テレ・東京ヴェルディベレーザ
- 藤吉信次：元・ギラヴァンツ北九州
- 星大輔：元・FC町田ゼルビア、元・町田市議会議員、現・東京都議会議員
- 松田岳夫：元・富士通サッカー部、現在は日テレ・東京ヴェルディベレーザ監督
- 丸山良明：元・チョンブリーFC
- 三浦龍輝：ジュビロ磐田
- 水谷雄一：元・J.FC MIYAZAKI
- 満山浩之：元・JKタリナ・カレフ
- 宮村正志：元・水戸ホーリーホック
- 山口貴之：元・FC町田ゼルビア
- 横山暁之：ジェフユナイテッド千葉

### その他の有名人
- 青木正太郎：京浜電気鉄道社長、衆議院議員
- 井内総一郎：KAIENTAI-DOJO所属ゼネラルマネージャー
- 石阪昌孝：自由民権運動家
- 石坂芳男：元トヨタ自動車副社長・元米国トヨタ自動車販売社長
- 奥脇絵里：1982年ミス・ユニバース日本代表、元・カーレーサー
- 菊地敦己：グラフィックデザイナー
- 小山貴博：イラン研究者、函館大谷短期大学助教
- 近藤尚己：公衆衛生学者・医師
- 渋谷守生：政治家、元日本アマチュア将棋連盟会長
- 土井隆雄：元宇宙飛行士
- 田尻智：ゲームクリエイター - ポケットモンスターの生みの親。
- 中溝昌弘：自由民権運動家
- 中村武彦：スポーツビジネス実業家。東京大学共同研究員。元・FCバルセロナ職員
- 中村智彦：大学教授
- 仁藤夢乃：社会活動家、一般社団法人Colabo代表、仁藤萌乃の実姉
- 藤田東吾：イーホームズ社長
- 星ひで樹：空間デザイナー
- 宮澤保夫：星槎グループ創設者
- 若林奮：彫刻家

## ゆかりの有名人
- 根本博：大日本帝国陸軍および中華民国陸軍の軍人
- 徳川慶光：元政治家。徳川慶喜の孫。生前は市内に居住。
- 遠藤周作：小説家
- 石川桂郎：俳人、随筆家、小説家
- ジョヴァンニ安東：芸術家(サイバーゲージツ家) - 大学・劇団員時代を町田市で過ごす。
- 飯田善國：彫刻家。市内の芹ヶ谷公園に設置されている「彫刻噴水・シーソー」を製作。生前は市内に居住。
- 赤瀬川原平：美術家、随筆家。生前は市内に居住。
- 畦地梅太郎：版画家。町田市名誉市民。
- 荒谷俊治：指揮者。町田市名誉市民。
- 白洲正子：随筆家。町田市名誉市民。
- 白洲次郎：実業家
- 高垣葵：脚本家。生前は市内に居住。
- 八木義徳：小説家。生前は市内に居住。
- 常盤新平：小説家・作家・翻訳家。生前は市内に居住。
- 森村誠一：小説家・作家。生前は市内に居住。町田市名誉市民。
- 櫻田常久：小説家
- 三浦しをん：小説家。居住歴あり。
- カツセマサヒコ：小説家・随筆家。市内在住で、町田市シティプロモーションアニメ「START」のストーリー原案も手掛ける。
- 田河水泡：漫画家・落語作家 - 「のらくろ」の原作者。晩年を市内で過ごした。地元の公募で名付けられた「のらくろ坂」が旧宅近くにあり、坂沿いには坂の愛称が刻まれた石碑が建っている。
- みつはしちかこ：漫画家、「ハーイあっこです」の原作者。居住歴あり。
- ねこぢる：漫画家。生前は市内に居住。
- 斉藤倫：漫画家。市内在住[67]。
- 幸宮チノ：漫画家。市内在住。
- 風間雷太：イラストレーター。市内在住。
- トネ・コーケン：小説家。ライトノベル「スーパーカブ」の原作者で、市内在住。
- 江森陽弘：ジャーナリスト。生前は市内に居住[68] し、過去には東京都町田市教育委員を務めた。
- 森本毅郎：フリーアナウンサー（元・NHKアナウンサー）。一時期、市内に邸宅を構えていた。
- 鈴木史郎：フリーアナウンサー（元・TBSアナウンサー）。市内在住。
- 石井貴士：作家、YouTuber。学生時代を市内で過ごす。
- 高橋里奈：クラシック・ピアニスト。市内在住。
- 市川治：声優、俳優。 生前は市内の鶴川団地に居住。
- 国広富之：俳優。市内在住。
- 高田純次：タレント、俳優。一時期、市内に邸宅を構えていた。
- 千葉雄大：大学生時代に暮らし、市内の玉川大学に通学し、市内のカフェでアルバイトしていた[69]。
- 坂東正明：レーシングチーム元監督。長男は坂東正敬。
- 坂東正敬：レーシングチーム監督。中学まで市内で過ごし、現在は再び市内在住。自身が代表を務めるレーシングチームは市内に本社を置く。
- 佐藤琢磨：レーシングドライバー。中・高時代を市内で過ごす。
- 真壁刀義：プロレスラー。市内在住。
- 和地恵美：自転車競技選手。市内在住で、市立小学校で副校長も務める。
- バカリズム（升野英知）：専門学校生時代に暮らし、川崎市麻生区の日本映画学校に小田急線で通学していた[70]。
- U字工事：お笑いコンビ - 大学生時代に暮らし、市内の桜美林大学に通学していた[71]。
- やまもとまさみ：ピン芸人。市内でクレープ店を営む。
- 笠井信輔：フリーアナウンサー（元・フジテレビアナウンサー） - 学生時代を町田市の藤の台団地で過ごす。この縁から、例年「二十祭まちだ」（町田市成人式）で司会進行を担当していた。
- 中川敬輔：Mr.Childrenのベーシスト - 居住歴あり。
- 渡辺裕太：俳優、タレント - 幼稚園から高校まで市内の和光学園に通う[72]。2011年には町田で劇団マチダックスを立ち上げ、町田に密着したテレビ番組MCなどでも活動。
- まちだガールズ・クワイア：ご当地アイドルユニット
- マチダーS：アイドルユニット。メンバー全員が市内出身。
- 坂井泉水：ZARDのボーカル - 生前は市内に居住[73]。
- LUNA SEA：1989年に町田プレイハウスで結成。
- しあ：アーティスト
- 近藤勇：試衛館時代の近藤勇は小野路村（現町田市小野路町）寄場名主を務めた小島鹿之助家を出稽古場に使っていた。
- 戸羽太：元陸前高田市長。小・中・高時代を市内で過ごす。
- 伊賀健一：工学博士。町田市名誉市民。
- 高見澤邦郎：都市計画学者。市内在住で、父は漫画家の田河水泡。
- 山田卓也：元・東京ヴェルディ。中学時代からプロ選手になるまで市内在住。
- 山口順：モルック選手。市内在住。
- 畠田瞳：元体操選手。学生時代を市内で過ごす。
- 国広富之：俳優・画家。市内在住[74]。
- 原晋：青山学院大学陸上競技部長距離ブロック監督（同大学地球社会共生学部教授）。市内の町田（選手）寮に居住[75][76]。
- 原美穂：原晋の妻。市内の町田寮・寮母として居住[77][78]。
- 布団ちゃん：動画配信者。市内在住。

## 町田を舞台とする作品・ゆかりの作品

### 小説
- 渦（1977年） - 松本清張による推理小説。事件の鍵を握る女性の住む場所は、町田街道近くの金森周辺がモデル。
- 殺人方程式（1989年） - 綾辻行人による推理小説。殺人事件の起こった場所は、町田市と相模原市の境界線に流れる境川と横浜線が交わる辺りと見られる。
- ひとりずもう（2005年） - さくらももこによるエッセイ。町田市の商店街を案内される場面がある。
- まほろ駅前多田便利軒（2006年） - 三浦しをんによる第135回直木賞受賞作となった小説。舞台となる架空の地「まほろ市」のモデル。実在する場所や店舗を名前を変えるかあるいは伏せた形で記されている。
- バビロン（2015年 - ） - 野﨑まどによるサスペンス小説。町田市・八王子市・多摩市と神奈川県から相模原市を越境合併して設置された新たな行政区画「新域」が舞台として描かれる。
- スーパーカブ（2017年 - ） - トネ・コーケンによるライトノベル作品。原作6巻から主人公が山梨県北杜市から町田市（原作者の居住地）に移住し、大学生活を始める姿が描かれている。

### 映画・ドラマ
- うなぎ (映画) - 小野路宿周辺がロケ地。
- 恋愛寫眞 - 桜美林大学町田キャンパス（常盤町）でロケが行われた。
- ホームカミング - 成瀬台がロケ地[79]。
- まほろ駅前多田便利軒 ‐ 原作の小説「まほろ駅前多田便利軒」を、瑛太、松田龍平を主演とし映画化したもの。町田駅周辺など市内各地にて撮影が行われた。
- まほろ駅前番外地 - 上記作品の続編として、連続テレビドラマとして制作され、今回も市内各地で撮影が行われた。
- まほろ駅前狂騒曲 ‐ 上記作品の続編映画。今回も市内各地で撮影が行われた。
- 恋はつづくよどこまでも - 町田市民病院を中心にロケが行われた。
- エンジン - ドラマに登場する風の丘ホームは町田自然幼稚園がロケ地に使われた。
- チェリまほ THE MOVIE ～30歳まで童貞だと魔法使いになれるらしい～ -
- オールドルーキー - ドラマに登場するJ3チームの練習拠点としてFC町田ゼルビア三輪緑山ベースがロケ地に使われた。
- 闇金ウシジマくん外伝 闇金サイハラさん - 連続テレビドラマとして制作され、市内で撮影が行われた。
- ヘルドッグス 地獄の犬たち - 映画作品として制作され、市内で撮影が行われた。
- 宮松と山下 - 映画作品として制作され、市内で撮影が行われた。
- 終末の探偵 - 鶴川けやき公園や町田市民文学館ことばらんどなどでロケが行われた。
- しょうもない僕らの恋愛論 - 町田駅周辺を中心にロケが行われた。
- VIVANT - ドラマに登場する別班工作員の入院先として、町田市民病院がロケ地に使われた。
- 僕の手を売ります - 配信ドラマ作品として制作され、市内でロケが行われた。
- 下剋上球児 - 町田駅ターミナルデッキやまちだターミナルプラザ、小野路GIONベースボールパーク（小野路球場）など市内各所でロケが行われた。
- 虎に翼 - 薬師池公園内の旧荻野家住宅（東京都指定有形文化財）にてロケが行われた。
- ウルトラマンアーク - 特撮テレビドラマ作品として制作され、市の撮影協力で市内ロケが行われた。
- 大きな玉ねぎの下で - 映画作品として制作され、市内で撮影が行われた。
- ナミビアの砂漠 - 町田駅周辺を中心に市内で撮影が行われた。
- ひとりでしにたい - テレビドラマ制作にあたり、市の撮影協力で国際版画美術館や芹ヶ谷公園でロケが行われた。

### コミック・アニメ
- 神聖モテモテ王国 - 主人公が暮らすアパートが町田市内にあるとみられる。
- ロリコンフェニックス - ブラックロリータ団の本部は町田市にあり、町田駅付近の電化製品店では幹部が働いている。
- 課長王子 - 主人公が利用する駅など町田市内を描写しているシーンがあり、町田市に住んでいると思われる。また、田中王児の声を演じた石井康嗣は、アフレコ後のインタビューにおいて町田について語っていた[80]。
- TOKKO 特公 - ストーリーの重要な舞台である。
- 莫逆家族 - 街並などは町田がモデルになっている。
- 監察医朝顔 - 背景に描かれている街並に町田市内の風景をアレンジしたらしいものが散見される。
- とある科学の超電磁砲 - 原作コミック初期に町田駅前などが背景モデルとして登場する。
- おやすみプンプン - 漫画内に町田市が背景として多く登場する。
- ソラニン - 漫画内に町田市内のライブハウス「町田ACT」が登場する。
- デート・ア・ライブ - アニメで描かれている街並はJR町田駅周辺がモデルで、アニメツーリズム協会の「日本のアニメ聖地88」では町田市が聖地のアニメとして同作品が選定された[81]。
- Charlotte - アニメで描かれている街並に、JR町田駅南口と小田急町田駅西口改札やカリヨン広場などが背景モデルとして登場する。
- キズナイーバー - アニメ内で主人公たちが通う学校は、サレジオ工業高等専門学校がモデルとなっており、エンドクレジットではロケハン協力に同校の名前が記載されている。
- はじめてのギャル - アニメで描かれている街並に、町田駅前の商店街や当時の109 MACHIDA、成瀬駅などが背景モデルとして登場する。
- サークレット・プリンセス - アニメで描かれている街並に、JR町田駅前や玉川学園（玉川大学）などが背景モデルとして登場する。
- ギヴン - 漫画・アニメで描かれている街並に、町田駅前などが実際の町として登場する。
- 宝石商リチャード氏の謎鑑定 - アニメで描かれている街並に、JR町田駅南口が実際の町として登場する。
- ホリミヤ - アニメで描かれている街並に、町田駅周辺の商店街が背景モデルとして登場する。
- ひとりずもう (漫画) - 原作の同名エッセイを漫画化したもの。エッセイ版同様、町田市の商店街が登場する。
- 宇宙人ムームー[82] - アニメで描かれている街並に、町田駅前などが実際の町として登場する。アニメでは、第1話冒頭シーンで落下地点が町田であることを明言している[83]。
- うたごえはミルフィーユ - アニメで描かれる手鞠沢市は、町田市をモデルとしており、自治体である町田市とも連携を図っている[84]。
- 怪獣8号 - アニメ第2期で描かれている街並に、町田駅前が実際の町として登場する。

### ゲーム
- To Heart・ToHeart2 関連 - 製作スタッフが、舞台は町田市をイメージしたと語っている。
- ハミダシクリエイティブ - 町田市をイメージした街（千玉市）が舞台となっており、市内の街並が背景のモデルとして登場する。